# Marcus Tullius Cicero

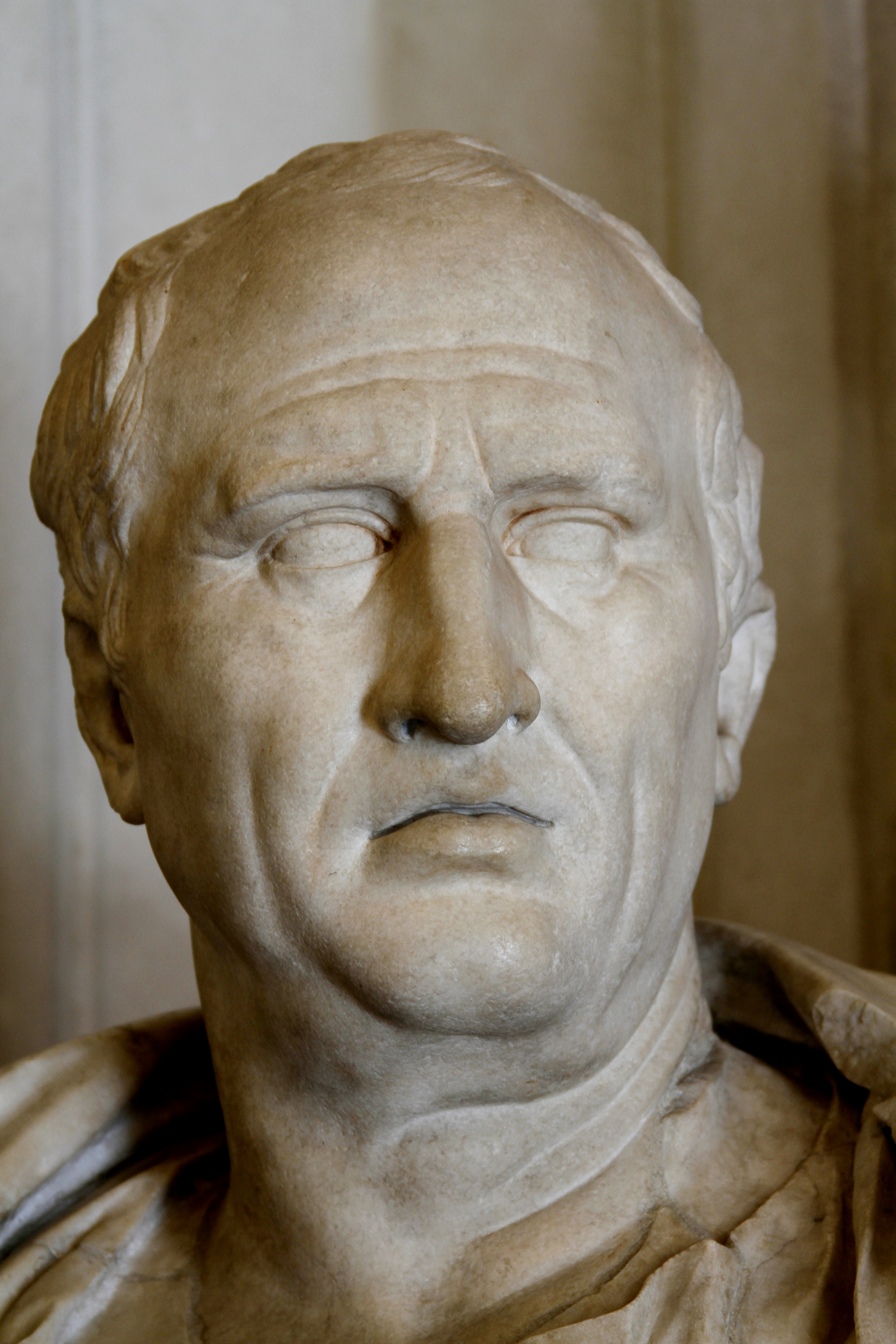
Porträt Ciceros, Detail der Büste in den Kapitolinischen Museen (Inv. 589)

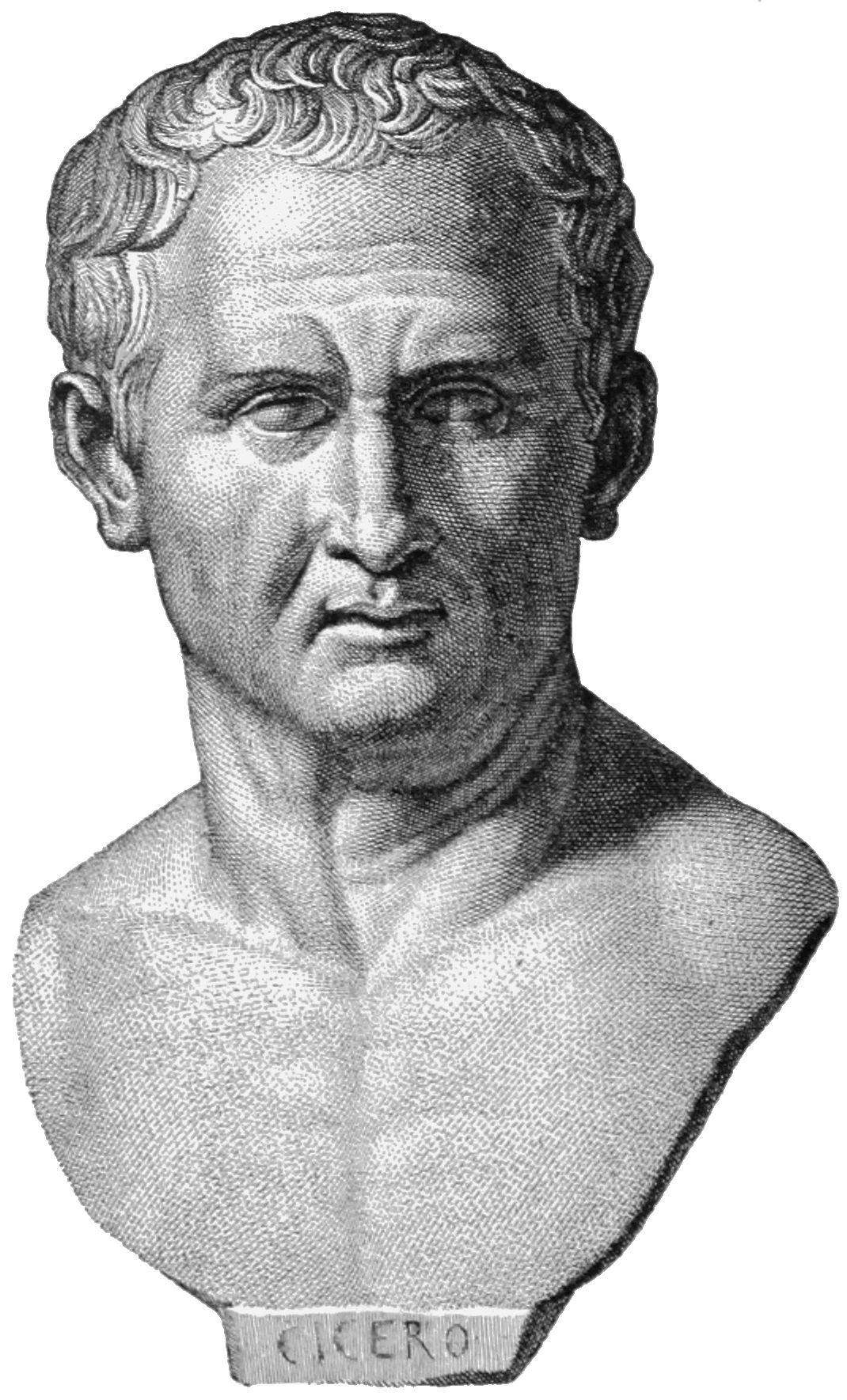
Cicero, Stich nach antik beschriftetem Porträt im Apsley House, London

Marcus Tullius Cicero (Aussprache in klassischem Latein etwa [ˈkɪkɛroː], deutsche Aussprache des Lateinischen meist [ˈt͡sɪt͡seʁo], Aussprache im Deutschen [ˈt͡siːt͡seʁoː]; * 3. Januar 106 v. Chr. in Arpinum; † 7. Dezember 43 v. Chr. bei Formiae) war der berühmteste Redner des alten Rom, zudem Anwalt, Schriftsteller, Philosoph und Politiker, der  als Homo novus im Jahr 63 v. Chr. das Konsulat bekleidete. Als oberster Magistrat der Römischen Republik rettete er diese ein letztes Mal, indem er die Verschwörung des Catilina niederschlug. Der Senat ehrte ihn dafür mit dem Titel pater patriae (Vater des Vaterlandes).
Cicero war einer der vielseitigsten Köpfe seines Zeitalters. Als Schriftsteller war er schon in der Antike stilistisches Vorbild, dessen Werke  als Muster einer vollendeten, „goldenen“ Latinität nachgeahmt wurden (Ciceronianismus). Seine Bedeutung auf philosophischem Gebiet liegt nicht in erster Linie in seinen eigenständigen Erkenntnissen, sondern in der Vermittlung griechischen philosophischen Gedankenguts an die lateinischsprachige Welt. Oft sind seine griechischen Quellen nur in seiner Bearbeitung greifbar, da sie sonst nirgends überliefert sind. 
Sein umfangreicher Schriftverkehr, insbesondere die Briefe an seinen Freund Atticus, beeinflussten maßgeblich und nachhaltig die europäische Briefkultur. Diese Briefe und sein übriges Werk liefern ein detailreiches Bild der Zustände Roms am Ende der Republik. Während der Bürgerkriege und der Diktatur Gaius Iulius Caesars trat Cicero immer wieder für eine Rückkehr zur traditionellen republikanischen Verfassung und Herrschaftsausübung ein. In seiner politischen Praxis zeigte er eine Flexibilität, die ihm den Vorwurf des Opportunismus und der Prinzipienlosigkeit eingetragen hat und deren Bewertung in der Forschung weiterhin umstritten ist. Nach der Ermordung Caesars 44 v. Chr. wurde Cicero von den Triumvirn Antonius, Octavianus und Lepidus auf die Proskriptionsliste gesetzt und am 7. Dezember 43 v. Chr. auf der Flucht getötet.

## Leben

### Herkunft und Ausbildung
Marcus Tullius Cicero war der älteste Sohn eines römischen Ritters (eques) gleichen Namens und dessen Ehefrau Helvia. Er hatte einen jüngeren Bruder Quintus Tullius Cicero, dem er zeitlebens nahe blieb.
Seine Familie gehörte zur lokalen Oberschicht in Arpinum, einer Stadt im Gebiet der Volsker im Süden Latiums, deren Einwohner seit 188 v. Chr. das römische Bürgerrecht hatten. Cicero war sowohl emotional als auch wirtschaftlich stark mit seinem Geburtsort verbunden und kehrte häufig dorthin zurück.
Das Cognomen (Beiname) Cicero leitete sich vermutlich vom lateinischen cicer („Kichererbse“) ab. Cicero lehnte zu Beginn seiner Karriere den Vorschlag seiner Freunde ab, dieses lächerlich wirkende Cognomen zu ändern. Vielmehr wolle er es berühmter machen als die Namen Scaurus (wörtlich übersetzt: „mit hervorstehenden Knöcheln“) und Catulus („das Hündchen“).
Ciceros Familie siedelte 102 v. Chr. nach Rom über. Sie gehörte dem Ritterstand und damit der zweithöchsten Gesellschaftsschicht an. Im Jahre 90 v. Chr. erhielt Cicero die toga virilis. Zwar war die entfernte Verwandtschaft zu Gaius Marius seinen Ambitionen unter der Diktatur Sullas eher hinderlich, doch bestanden andere Verwandtschaftsbeziehungen zu Angehörigen der Senatsaristokratie, die Cicero, seinem Bruder und seinem Cousin Lucius Tullius Cicero in Rom zu einer guten Ausbildung verhalfen. So war die Schwester seiner Mutter mit Marcus Aculeo verheiratet, einem Freund des Lucius Licinius Crassus. In dessen Haus erhielt Cicero seine erste Ausbildung. Dort lernte er wohl auch den großen Redner Marcus Antonius Orator kennen, dem er später gemeinsam mit Crassus in seinem Werk De oratore ein Denkmal setzte.
Wie jeder gebildete Römer seiner Zeit sprach Cicero von Kindheit an Griechisch. Durch seinen Vater, den Invalidität an der Ausübung militärischer oder politischer Ämter hinderte, erhielt er Zugang zur klassischen Bildung. Schon früh zeigte sich seine große Begabung, die der Vater mit Ehrgeiz förderte. Laut Plutarch war Cicero schon als Schüler eine Berühmtheit. Nach dem Tod des Crassus 91 v. Chr. studierte er gemeinsam mit Titus Pomponius Atticus, der zeitlebens sein Freund und „zweiter Bruder“, später auch sein Verleger war, Recht bei Quintus Mucius Scaevola, sowie Rhetorik, Literatur und Philosophie in Rom. Nachdem er sich anfangs mit der Übersetzung griechischer Dichter wie Homer beschäftigt hatte, wandte er sich mit ungefähr zwanzig Jahren der Philosophie zu und übertrug das griechische philosophische Vokabular ins Lateinische. Sein Lehrer war der Platoniker Philon von Larisa, der letzte Scholarch der Platonischen Akademie, der 88 v. Chr. aus Athen geflohen war und 84/83 in Rom starb.

### Erste Erfolge
Nach seinem Militärdienst im Bundesgenossenkrieg unter Gnaeus Pompeius Strabo und Sulla erwarb Cicero erste Erfahrungen als Prozessredner (lateinisch orator). Bereits als junger Mann hatte Cicero mit Interesse dem berühmten Juristen Quintus Mucius Scaevola zugehört, um von ihm zu lernen. Seine erste überlieferte Gerichtsrede stammt aus dem Jahr 81 v. Chr. (Pro Quinctio). Im folgenden Jahr verteidigte er in seinem ersten Mordprozess den wegen Vatermordes angeklagten Sextus Roscius und erwirkte dessen Freispruch, indem er die Ankläger, zwei Verwandte des Roscius und den einflussreichen Freigelassenen Lucius Cornelius Chrysogonus, überführte, den Mord selbst aus Habsucht geplant und durchgeführt zu haben. Da Chrysogonus, der auf eigene Faust die Proskriptionsliste ergänzt hatte, ein Günstling Sullas war, brachte Cicero sich durch diesen Prozess selbst in Gefahr.
79 v. Chr. setzte Cicero seine Studien in Griechenland und Kleinasien, die damals Teil des Römischen Reiches waren, fort. Eventuell war diese Reise ein Ausweichen vor befürchteten Anfeindungen wegen des Prozesses im Vorjahr. Zunächst ging er nach Athen, wo er sich ein halbes Jahr lang aufhielt. Er nahm dort am Unterricht des Philosophen Antiochos von Askalon teil, der stoisches mit platonischem Gedankengut verband und eine eigene Schule gegründet hatte. Auf Rhodos besuchte Cicero den Stoiker Poseidonios, mit dem er Freundschaft schloss, und den großen Redner Apollonius Molon. Er lernte Molons schlichten Stil sowie die Künste, die Zuhörer zu fesseln und dabei die eigene Stimme zu schonen. 77 v. Chr. kehrte er nach Rom zurück. Anschließend begann er seine Karriere als Politiker und Rechtsanwalt.

### Politische Laufbahn

#### Cursus honorum
Durch seinen Erfolg im Fall des Sextus Roscius genoss Cicero bei seiner Rückkehr aus Griechenland großes Ansehen. Das half ihm als homo novus, alle Ämter des cursus honorum in dem dafür vorgesehenen Mindestalter (suo anno) zu erreichen.
So war er im Jahre 75 v. Chr. Quästor auf Sizilien, wo er die Getreideversorgung Roms zu sichern hatte. Dort fand er das Grab des Archimedes. Durch die Redlichkeit seiner Amtsführung erwarb er den bleibenden Respekt der Sizilianer.
Den Grundstein für seine politische Karriere legte er im Jahre 70 v. Chr., als er die Gemeinden Siziliens in dem Prozess vertrat, den sie gegen den korrupten Statthalter Gaius Verres (73–71 v. Chr.) wegen Erpressung anstrengten. Obwohl Verres’ politische Freunde diesem gern zum Freispruch verholfen hätten, war das Beweismaterial, das Cicero in kurzer Zeit zusammentrug, so erdrückend, dass Verres noch vor dem Urteil Italien verließ. Dieser Prozess brachte Cicero auch die Stellung des ersten Redners in Rom ein, da er den bis dahin angesehensten Redner Quintus Hortensius Hortalus, den Verteidiger des Verres, übertrumpfen konnte.
Für das Jahr 69 v. Chr. wurde Cicero zum Ädil gewählt. In dieser Funktion veranstaltete er die obligatorischen Spiele, zugleich eine wichtige Maßnahme, um sein weiteres politisches Fortkommen zu sichern. Ob er als „curulischer“ (wie in der Literatur häufig vermutet wird) oder als plebejischer Ädil amtierte, geht aus den antiken Quellen nicht hervor. Ansonsten tat er sich im Amt des Ädils nicht besonders hervor, sondern führte in jenen Jahren vor allem seine Geschäfte als Anwalt weiter, die ihn zum Verteidiger in zahlreichen wichtigen Strafprozessen machten.
Prätor wurde Cicero im Jahr 66 v. Chr. Das Los wies ihm unter den Prätoren das Amt des Vorsitzenden des Gerichtshofs für Erpressungen (Repetundenverfahren) zu, einer Materie, mit der er sich schon als Advokat nachdrücklich befasst hatte. In diesem Jahr hielt er die Rede de imperio Cn. Pompei, in der er die Lex Manilia unterstützte, die den Oberbefehl im Krieg gegen Mithridates VI. von Pontos anstelle von Lucullus dem bei der Senatsmehrheit unbeliebten Pompeius zusprach. Cicero stellte sich dabei nicht auf die Seite des Pompeius, sondern sprach für das „ganze römische Volk“.
Seine Gegner im Wahlkampf für das Konsulat waren Hybrida und Catilina, die beide nicht vor Bestechungen und Gewaltanwendung zurückschreckten. Gegen ihre Machenschaften hielt Cicero die Rede in toga candida. Gemeint ist damit die weiße Toga des Kandidaten für das Konsulat, die gerade die Reinheit und Unbestechlichkeit demonstrieren sollte. Cicero gewann die Wahl mit den Stimmen aller Zenturien und bekleidete im Jahre 63 v. Chr. das Amt des Konsuls, was für ihn als Aufsteiger aus dem Ritterstand (ordo equester) eine besondere Auszeichnung bedeutete.

#### Konsulat
Cicero begann sein Konsulat mit einem Versuch, das Problem der Landverteilung und besonders der Entschädigung derer, die ihren Landbesitz der wachsenden Stadt opfern mussten, zu lösen. Es sind drei Reden de lege agraria erhalten.
Während seines Konsulats kam es zu der Verschwörung des Catilina, die jedoch verraten und unter Mitwirkung Ciceros im Ansatz erstickt wurde. Bei der Senatsberatung (vgl. Ciceros Reden gegen Catilina) war es zwar Cato, der für die Todesstrafe plädierte, aber später musste Cicero die Verantwortung für die Hinrichtung der Catilinarier übernehmen, da der Senat zuvor in einem Notstandsbeschluss die Konsuln mit Maßnahmen zur Rettung des Staats beauftragt hatte.
Seine Leistung bei der Niederschlagung des Putschversuchs blieb auch bei ihm gegenüber kritisch eingestellten Zeitgenossen wie Sallust unbestritten. Freilich neigte er selbst, nicht zuletzt wohl, da er als homo novus nicht auf bedeutende Vorfahren verweisen konnte, dazu, seine eigenen Leistungen besonders herauszustreichen. Theodor Mommsens berühmt gewordene Kritik, die Cicero das „Talent, offene Türen einzurennen“ zuspricht, ihn als „Staatsmann ohne Einsicht, Ansicht und Absicht“ zu diskreditieren versucht und ihn letzten Endes nur als großartigen Stilisten gelten lässt, wird von der heutigen Forschung kaum mehr geteilt; sie versucht vielmehr, nicht nur dem von Mommsen herausgehobenen Gaius Iulius Caesar, sondern auch dessen republikanisch orientiertem Gegner Cicero gerecht zu werden, der, stets um das Wohl der res publica libera besorgt, republikanische Ideale zum Konzept eines vom Senat regierten römischen Idealstaats verwob, dessen Regierung sich aus gebildeten, intelligenten und patriotischen Männern zusammensetzen sollte, die das Staatswohl über ihre eigenen Interessen stellten.

#### Nach dem Konsulat
Ende 60 v. Chr. wollte Caesar Cicero für eine Teilnahme am späteren Triumvirat mit Crassus und Pompeius gewinnen, doch Cicero lehnte ab, weil er dadurch die Republik gefährdet sah. In der Folge sank sein politischer Einfluss. Seine Gegner – insbesondere der Volkstribun Publius Clodius Pulcher, dessen Hass Cicero sich im Bona-Dea-Skandal 62/61 v. Chr. zugezogen hatte – erwirkten 58 v. Chr. ein neues rückwirkendes Gesetz, das denjenigen, der den Tod eines römischen Bürgers ohne Gerichtsverhandlung verschuldet, ächtete, das heißt seiner Bürgerrechte und seiner Besitzungen beraubte, und wandten es auf den Tod der Catilinarier an. In der Nacht vor der Ratifikation des Ächtungsgesetzes durch die Volksversammlung verließ Cicero auf Anraten seiner Vertrauten Rom, nachdem er im Jupitertempel noch eine Weihgabe, ein Standbild der Minerva, dargebracht hatte. Er ging nach Thessaloniki und kam damit einer Verbannung durch einen gerichtlichen Urteilsspruch zuvor. Später betonte er, dass er niemals auf sein Bürgerrecht verzichtet und auch Terentia auf der Gültigkeit der Ehe beharrt habe. Sein Besitz wurde enteignet, seine Landgüter geplündert und sein Haus auf dem Palatin niedergebrannt. Einen Teil des Grundstücks ließ Clodius der Göttin Libertas widmen. Cicero durfte sich Italien nur bis auf 500 Meilen nähern. Bei Verletzung des Bannkreises drohten ihm sowie all denen, die ihn dabei unterstützen sollten, die Todesstrafe.
Am 4. August 57 v. Chr. wurde Cicero trotz Caesars Bedenken auf Betreiben des Pompeianers Titus Annius Milo und auf einstimmigen Beschluss der Volksversammlung vom Senat, der den Bann gegen Cicero aufhob und ihn damit wieder in seine vorherige Rechtsposition setzte, aus Griechenland zurückgerufen und bei seiner Rückkehr begeistert gefeiert. Zeugnis davon geben die beiden Dankesreden an Volk und Senat. Es gelang ihm jedoch nicht, die frühere politische Macht wiederzuerlangen. Von dieser Zeit an wurde er stärker schriftstellerisch tätig, namentlich mit seinen politischen und philosophischen Schriften. Sein rhetorisches Hauptwerk De oratore „Über den Redner“ entstand in dieser Zeit, ebenso mit De re publica („Über den Staat“) und De legibus („Über die Gesetze“) zwei philosophische Schriften über den Idealstaat in Anlehnung an Platons Politeia und Nomoi.
Cicero setzte zunächst Hoffnungen auf Caesars Intelligenz und politische Fähigkeiten und unterstützte ihn 56 v. Chr. sogar in seiner Rede De provinciis consularibus in der Frage, ob der Senat Caesar die Provinz Gallien weiterhin überlassen oder sie einem der letztjährigen Konsuln übergeben sollte. Im Laufe der Zeit wurde er jedoch wieder Caesars politischer Gegner, weil er die Republik durch dessen Machtstreben bedroht sah.
Nachdem Clodius 52 v. Chr. von Milo auf der Via Appia erschlagen worden war, verteidigte Cicero den Mörder seines Feindes, wenn auch erfolglos, denn Milo musste ins Exil gehen.
Cicero wurde 51 v. Chr. als Statthalter nach Kilikien geschickt. Sein Bruder begleitete ihn als Legat. Weil die Parther sich untereinander bekämpften, war die Provinz recht friedlich. Cicero war nur in wenige Kampfhandlungen verwickelt und eroberte eine Bergfestung, wofür er von seinen Soldaten zum Imperator ausgerufen wurde.
Als Cicero 49 v. Chr. nach Rom zurückkehrte, stand der Bürgerkrieg zwischen Caesar und Pompeius kurz bevor. Cicero versuchte noch einmal im Senat zu vermitteln, doch der Senat erklärte Caesar, als dieser den Rubikon überschritt, zum Staatsfeind. Cicero schloss sich Pompeius an und verließ mit Bruder und Sohn Italien. Nach Pompeius’ Tod 48 v. Chr. brach er jedoch mit dessen Anhängern und kehrte nach Italien zurück, wo er in Brundisium wartete, bis ihn Caesar 47 v. Chr. begnadigte. Das hinderte Cicero jedoch nicht, eine Trauerrede auf den nach der verlorenen Schlacht bei Thapsus durch eigene Hand gestorbenen Cato zu verfassen. Auch setzte er sich in mehreren Reden vor Caesar für Pompeius’ Anhänger ein.
In den folgenden Jahren wandte er sich wieder mehr der Literatur zu, wobei ihn diesmal weniger die Fragen der Politik beschäftigten: Seinem Freund Marcus Iunius Brutus widmete er mehrere Schriften, darunter Brutus, eine Geschichte der Rhetorik, die er – wie die Republik – in der Gefahr des Untergangs sah. Daneben verfasste er mehrere Werke zu ethischen Themen.

#### Ciceros Verhältnis zu Caesar
In vielen Schriften nimmt Cicero Bezug auf seinen Zeitgenossen Gaius Iulius Caesar. Sein Verhältnis zu diesem Politiker war zunehmend ambivalent. Als Cicero im Jahre 60 v. Chr. zu den Optimaten gehörte, hatte er den Plan entwickelt, Caesar vom „verantwortungslosen Treiben der Popularen“ weg auf die Seite der Optimaten zu ziehen, die sich zur Aufgabe gemacht hatten, das Gemeinwesen zu „konservieren“. Cicero hob die Rolle Caesars als „Retter des Vaterlandes“ im Gallischen Krieg anerkennend hervor. Da es ihm aber nicht gelang, Caesar auf seine Seite zu ziehen, stellte er sich im Bürgerkrieg auf die Seite des Pompeius, ohne aber wirklich von diesem überzeugt zu sein. Trotzdem wurde er, wie viele andere, nach Ende des Bürgerkrieges von Caesar begnadigt.
Als Caesar im Jahre 46 v. Chr. mit Marcus Claudius Marcellus einen entschiedenen Gegner begnadigt hatte, begrüßte dies Cicero als entscheidende politische Wende. Mit diesem Gnadenakt entspreche Caesars politisches Handeln, so Cicero, schon fast dem Ideal, das er in den Reden gegen Catilina entwickelt hatte und das an Platon anknüpft. Er betonte, dass nicht Caesars „Kriegsleistungen“ diesem dauerhaften Ruhm bringen würden, sehr wohl aber eine weise Politik, die „begnadige“ und die libera res publica (das freie Gemeinwesen) ordne. Im ersten Buch von de officiis hebt Cicero mehrmals die clementia des Staatsmanns hervor. In einigen Briefen an Freunde lobte er Caesars humanitas.
Da Caesar seine Macht jedoch auf Kosten dieser libera res publica ausbaute, wurde Cicero immer mehr zum Gegner Caesars. Im Mai 45 v. Chr. wurde im Tempel des Quirinus sowie auf dem Kapitol eine Statue zu Ehren Caesars geweiht, was Cicero empört zur Kenntnis nahm. Weil Caesar sich nach Ciceros Meinung dadurch selbst über die römische Gesellschaft stellte, verachtete er ihn zunehmend. In de officiis spitzt er diese Haltung zu. Er bezeichnet Caesar als Tyrannen und „wildes Tier“. Er ließ sich sogar zur Ermordung Caesars beglückwünschen, obwohl er in die Verschwörungspläne nicht eingeweiht war.

### Proskription und Tod
An der Verschwörung gegen Caesar war Cicero zwar nicht beteiligt, seine Äußerungen zeigten jedoch seine triumphierende Freude über den Tod des „Tyrannen“, wobei er allerdings die fehlende Planung und Weitsicht der Verschwörer kritisierte, indem er bemerkte, das Attentat sei mit dem Mut von Männern, aber dem Verstand von Kindern durchgeführt worden. Zudem stellte sich rasch heraus, dass Caesars Mitkonsul Marcus Antonius dessen Nachfolge in der Alleinherrschaft anstrebte. Nun trat Cicero Antonius entgegen und wurde mit seinen 14 philippischen Reden, welche er nach dem Vorbild der Reden des Demosthenes gegen Philipp II. von Makedonien benannte, zum Wortführer der republikanischen Fraktion im Senat. Dadurch erhielt er einen Teil seines einstigen politischen Einflusses zurück und gewann großes Ansehen, erntete jedoch auch die unversöhnliche Feindschaft des leidenschaftlich Angegriffenen. Die erste Rede, gehalten am 2. September 44 v. Chr., beendete den Waffenstillstand zwischen Antonius und den Republikanern um Cicero. Die zweite Rede enthielt heftige (wenn auch nicht völlig unbegründete) persönliche Schmähungen gegen Antonius. Er drückte darin sein Bedauern darüber aus, dass Antonius an den Iden des März (Todestag Caesars) nicht ebenfalls beseitigt worden war.
Danach bemühte sich Cicero, wenn auch nicht ohne Vorbehalte, Octavian, der in Rom erschienen war und auf eigene Faust Veteranentruppen angeheuert hatte, zum Krieg gegen Antonius mit der Rückendeckung des Senats zu bewegen. Er hoffte auf dessen intellektuelle Fähigkeiten, fürchtete jedoch gleichzeitig die persönlichen Machtinteressen des damals kaum Zwanzigjährigen, die erneut den Bürgerkrieg auslösten. Die Sache der Republik schien zeitweilig sogar zu siegen. Wie von Cicero geargwöhnt, verlangte Octavian jedoch nach ersten Erfolgen im Sommer des Jahres 43 v. Chr. das Konsulat für sich und schloss sich danach öffentlich mit Antonius und Marcus Lepidus zum zweiten Triumvirat zusammen. Die drei Triumvirn beschlossen Proskriptionen gegen ihre politischen Gegner. Cicero stand ganz oben auf der Todesliste des Antonius.
Am 7. Dezember 43 v. Chr. wurde Cicero auf der Flucht nahe seiner Villa am Golf von Gaeta bei Formiae auf Geheiß des Antonius von Centurio Herennius und dem Militärtribunen Gaius Popilius Laenas getötet. Der Leichnam wurde verstümmelt durch die Straßen Roms geschleift, Kopf und Hände wurden auf den Rostra, der Rednertribüne, auf dem Forum Romanum, ausgestellt. Fulvia, die nacheinander mit seinen Feinden Clodius und Antonius verheiratet gewesen war, soll nach Cassius Dio seine Zunge mit ihrer Haarnadel durchbohrt haben. Ciceros Bruder und dessen Sohn fielen denselben Proskriptionen zum Opfer.

### Ehen und Kinder
Ciceros erste Frau hieß Terentia. Sie stammte aus einer angesehenen Familie und besaß ein erhebliches Vermögen, das sie selbständig verwaltete. Ihre Halbschwester war Vestalin, was den hohen Rang ihrer Familie unterstreicht. Plutarch betont mehrfach Terentias herbe Art; sie sei die dominierende Person in der Ehe gewesen. Die Ehe wurde zwischen 80 und 76 v. Chr. geschlossen, vermutlich jedoch erst nach Ciceros Rückkehr aus Griechenland. Gezielt setzte Terentia das Ansehen ihrer Familie und ihre Mitgift von hunderttausend Denaren sowie ihr sonstiges Vermögen zur Förderung von Ciceros Karriere ein. Auch in den Bona-Dea-Skandal war sie laut Plutarch verwickelt. Es existieren einige Briefe Ciceros an seine Frau, die Terentias Ehrgeiz für ihren Mann und ihr Vertrauen in seine Fähigkeiten zeigen. Die ersten der erhaltenen 24 Briefe stammen aus der Zeit, als Cicero 58 v. Chr. ins Exil gehen musste, und sind sehr liebevoll. Später wurden die zwischen ihnen gewechselten Briefe immer kürzer und unpersönlicher. Nach mehr als 30 Jahren Ehe leitete Cicero laut Plutarchs Angaben 47/46 v. Chr. die Scheidung ein. Cicero selbst gab als Gründe an, dass sich Terentia während seines Exils nicht um ihn gekümmert und auch die gemeinsame Tochter nicht für eine Reise zu ihm ausgerüstet hätte. Terentia bestritt diese Vorwürfe und nannte das Interesse ihres Gatten an einer jüngeren, vermögenden Frau als Ursache. Sie überlebte ihren Mann um mehrere Jahrzehnte.
Aus der Ehe mit Terentia ging die von Cicero sehr geliebte Tochter Tullia (* 5. August zwischen 79 und 75 v. Chr.; † Februar 45 v. Chr.) hervor. Tullia war dreimal verheiratet, zuerst mit Ciceros begabtem Schüler Gaius Calpurnius Piso Frugi, der 58 v. Chr. Quästor war und sich für die Rückkehr seines Schwiegervaters aus dem Exil einsetzte. Er starb jedoch bereits 57 v. Chr. Ihr zweiter Mann Furius Crassipes ließ sich um 51 v. Chr. von ihr scheiden, worauf sie gegen den Willen ihres Vaters Publius Cornelius Dolabella heiratete, einen Anhänger Caesars und zu der Zeit Prozessgegner ihres Vaters. Obwohl sie bald wegen Dolabellas Lebenswandels unglücklich war, riet ihr Cicero, wie er selbst schrieb, aus politischen Gründen, von einer Scheidung ab. Als sie 45 v. Chr. nach einer Entbindung starb, machte er sich deshalb große Vorwürfe. Seine consolatio ad se ipsum „Trostschrift an mich selbst“, die er aus diesem Anlass verfasste, ist nur aus Zitaten bekannt. Ein Trostbrief von Servius Sulpicius Rufus ist erhalten, in dem sein Freund ihn an die Leiden anderer erinnert und ihn mahnt, seine Trauer ebenso tapfer zu ertragen.
Der einzige Sohn Marcus wurde ca. 65 v. Chr. geboren. Cicero hatte hohe Erwartungen an ihn und nahm ihn 51 v. Chr. mit nach Kilikien. Für ihn verfasste er die rhetorische Lehrschrift Partitiones oratoriae und widmete ihm 44 v. Chr. De officiis, eine Abhandlung über die praktische Ethik. Marcus schloss sich 49 v. Chr. als Soldat Pompeius und später dessen Sohn Sextus an und kämpfte auf der Seite der Unterlegenen im Bürgerkrieg. Octavian begnadigte ihn später und ernannte ihn 30 v. Chr. zum Mitkonsul.
Kurz nach seiner Scheidung von Terentia heiratete Cicero im November 46 v. Chr. als 60-Jähriger sein etwa 15-jähriges reiches Mündel Publilia, um mit ihrer Mitgift Terentia deren Mitgift zurückzahlen zu können. Die Ehe wurde kritisiert und verspottet, vor allem wegen des Altersunterschiedes. Nach dem Tode seiner Tochter wurde die Ehe jedoch nach wenigen Monaten wieder geschieden.

## Werke

Opera omnia, 1566

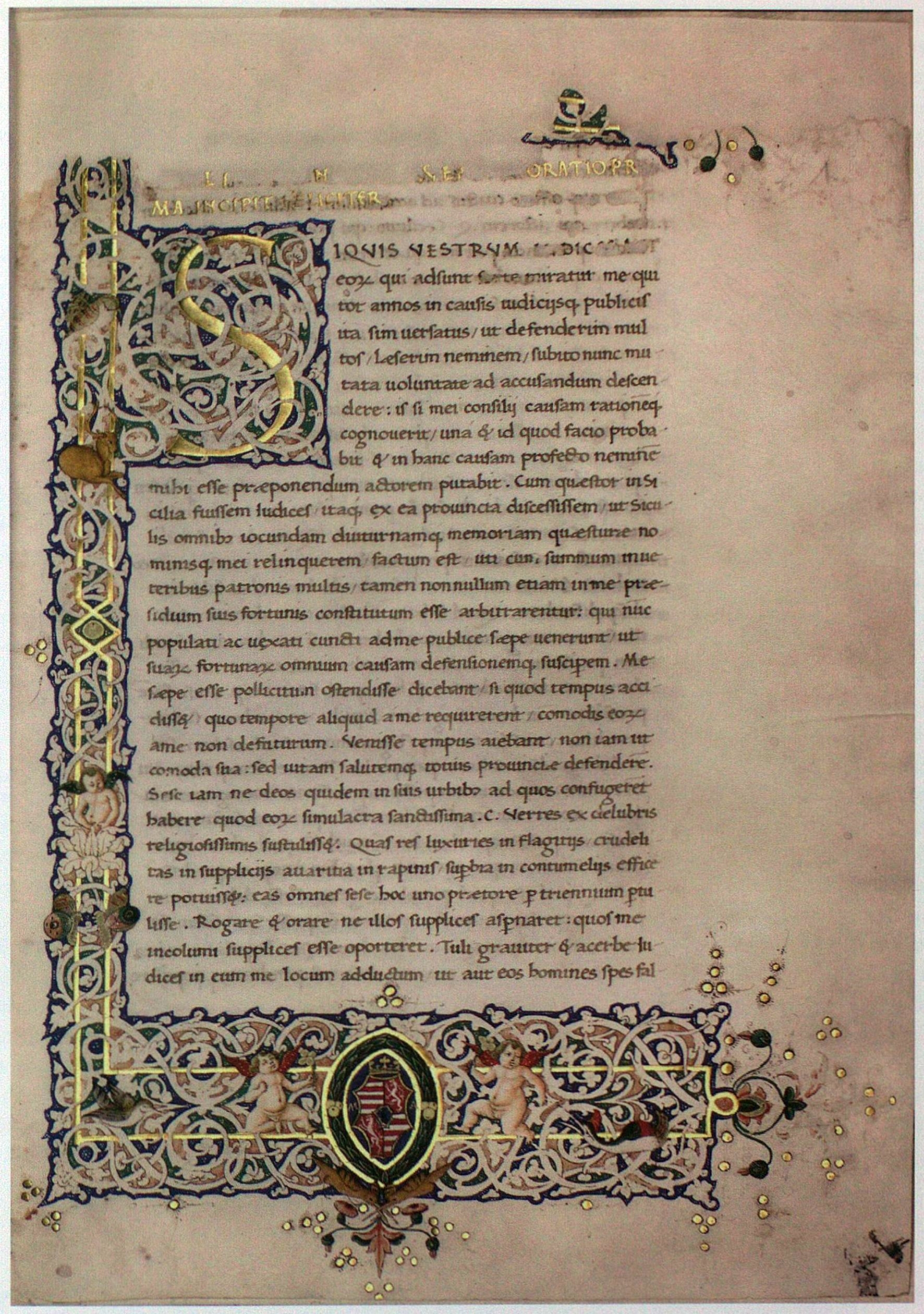
Der Anfang von Ciceros Divinatio in Caecilium in der 1460/1470 geschriebenen Handschrift Budapest, Egyetemi Könyvtár, Cod. Lat. 2

Cicero gilt als der bedeutendste Vertreter des philosophischen Eklektizismus in der Antike. Sein Denken enthält sowohl Elemente der Stoa wie auch solche anderer Denker, insbesondere Platons.
Ciceros Prosa kennzeichnet ihn als Meister der lateinischen Sprache. Er formte sie so, dass sie zur Wiedergabe der griechischen Philosophie geeignet war, und vermittelte so mit seinen Werken dem gebildeten römischen Publikum die griechische Philosophie, besonders die Lehren der Stoa und der sogenannten Neuen Akademie. Viele Werke, aus denen er schöpfte, sind außer durch Fragmente und Zitate nur in seiner lateinischen Wiedergabe fassbar. Seine politischen Schriften liefern uns wichtige Quellen zu den politischen Unruhen, die die spätrepublikanische Zeit kennzeichneten, und lassen uns seine Positionen nachvollziehen. Berühmt wurde er auch durch seine Reden gegen Verres (70 v. Chr.), gegen Catilina (63 v. Chr.) und gegen Marcus Antonius (44 und 43 v. Chr.).

### Reden
Seine Darstellung der Geschichte und Aufwärtsentwicklung der lateinischen Redekunst im Brutus lässt Cicero selbstbewusst mit seinem Namen enden. Spätestens seit Quintilian ist Ciceros Ruhm als ‚klassisches‘ Vorbild unangefochten, und er wird noch heute als der herausragende Redner der römischen Antike bezeichnet. Cicero veröffentlichte die meisten seiner Reden selbst; 58 Reden sind (teilweise lückenhaft) im Originaltext erhalten, etwa 100 durch Titel oder Bruchstücke bekannt.
Ciceros rednerisches Werk kann in zwei Gruppen eingeteilt werden: politische Reden vor dem Senat oder dem Volk sowie Verteidigungsreden vor Gericht. Auch die Verteidigungsreden hatten oft einen politischen Hintergrund.
Als Ankläger in einem Strafprozess trat Cicero nur einmal auf, nämlich gegen Gaius Verres. Seinen Erfolg verdankte er neben seiner argumentativen und stilistischen Kunst, die sich Gegenstand und Publikum perfekt anzupassen wusste (vgl. Ciceros programmatische Äußerungen im Orator), vor allem seiner klugen Taktik, die sich ebenfalls ganz auf die jeweilige Hörerschaft einstellte und Meinungen verschiedener philosophischer oder politischer Schulen eklektisch zusammenführte, teilweise weil dies seiner eigenen Auffassung entsprach, aber auch um dem Publikum entgegenzukommen und seine Ziele zu erreichen.
| Jahr                     | Titel                                   | Übersetzung                                                                 | Erläuterung |
| ------------------------ | --------------------------------------- | --------------------------------------------------------------------------- | --- |
| 81 v. Chr.               | Pro P. Quinctio                         | „Für Publius Quinctius“                                                     | Die älteste überlieferte Gerichtsrede Ciceros für den Kläger in einem Zivilprozess. Streitgegenstand ist die Rechtmäßigkeit früherer Beschlagnahmehandlungen des Beklagten Sex. Naevius gegen Ciceros Mandanten P. Quinctius. Anwalt der Gegenseite ist Q. Hortensius Hortalus, Richter C. Aquilius Gallus.                                                                                         |
| 80 v. Chr.               | Pro Sex. Roscio Amerino                 | „Für Sextus Roscius aus Ameria“                                             | Verteidigungsrede vor Gericht, Ciceros erstes Plädoyer in einem Mordprozess. Sextus Roscius war des Vatermordes angeklagt. Während des Bürgerkrieges hatten Verwandte das Vermögen von Roscius’ Vater an sich gebracht und versuchten nun die Beute zu sichern, indem sie den legitimen Erben des Mordes bezichtigten. Cicero erreichte einen Freispruch.                                           |
| ca. 77 oder 66 v. Chr.   | Pro Q. Roscio Comoedo                   | „Für den Schauspieler Quintus Roscius“                                      | Rede für den Beklagten in einem Zivilprozess. |
| 72/71 v. Chr.            | Pro M. Tullio                           | „Für Marcus Tullius“                                                        | Verteidigungsrede vor Gericht |
| 69/ca. 71 v. Chr.        | Pro A. Caecina                          | „Für Aulus Caecina“                                                         | Rede für den Kläger in einem Zivilprozess vor einem Rekuperatorengericht (einem Geschworenengericht für Fälle von besonderem öffentlichen Interesse). Rechtsgrundlage ist das Interdikt de vi armata (Besitzschutz bei Vertreibung mit Waffengewalt). Anwalt der Gegenseite ist C. Calpurnius Piso, beide Seiten berufen sich offenbar auf die Autorität des Juristen Gaius Aquilius Gallus.        |
| 70 v. Chr.               | Divinatio in Caecilium                  | „Vorverfahrensrede gegen Quintus Caecilius“                                 | Vorverfahren um die Übernahme der Anklage gegen Gaius Verres. Q. Caecilius Niger war unter Verres als Quaestor in Sizilien gewesen und bewirbt sich nun um die Rolle des Anklägers. Nach Cicero war er jedoch selbst in die Machenschaften des Verres verstrickt. |
|                          | In Verrem actio prima                   | „Erste Anklagerede gegen Verres“                                            | Anklagerede im Prozess gegen Gaius Verres wegen Erpressung von Provinzialen (crimen pecuniarum repetundarum) |
|                          | In Verrem actio secunda I–V             | „Zweite Anklage gegen Verres 1–5“                                           | Diese fünf Reden wurden nicht vorgetragen, sondern schriftlich veröffentlicht, da Verres freiwillig ins Exil gegangen war. |
| 69 v. Chr.               | Pro M. Fonteio                          | „Für Marcus Fonteius“                                                       | Verteidigungsrede vor Gericht |
| 66 v. Chr.               | De imperio Cn. Pompei (De lege Manilia) | „Über den Oberbefehl des Gnaeus Pompeius“/„Über das Gesetz des C. Manilius“ | Rede vor dem Volk |
|                          | Pro A. Cluentio Habito                  | „Für Aulus Cluentius Habitus“                                               | Verteidigungsrede vor Gericht |
| 63 v. Chr.               | De lege agraria (Contra Rullum) I–III   | „Über das Siedlergesetz“/„Gegen Rullus“                                     | Reden des Konsulatsjahres, im Senat (I) und vor dem Volk (II/III) gehalten; eine vierte Rede ist verloren. |
|                          | Pro Murena                              | „Für Murena“                                                                | Verteidigungsrede vor Gericht |
|                          | Pro C. Rabirio perduellionis reo        | „Für den des Hochverrats angeklagten Gaius Rabirius“                        | Verteidigungsrede vor Gericht |
|                          | In Catilinam I–IV                       | „Gegen Catilina 1–4“                                                        | Reden gegen Lucius Sergius Catilina: Reden am 7. und 8. November 63 v. Chr. vor dem Senat (I) und vor dem Volk (II); Reden für die Entdeckung und Bestrafung von Catilinas Anhängern am 3. Dezember vor dem Volk (III), am 5. Dezember vor dem Senat (IV) |
| 62 v. Chr.               | Pro Archia                              | „Für Archias“                                                               | Verteidigungsrede vor Gericht |
|                          | Pro P. Cornelio Sulla                   | „Für Publius Cornelius Sulla“                                               | Verteidigungsrede vor Gericht |
| 59 v. Chr.               | Pro L. Valerio Flacco                   | „Für Lucius Valerius Flaccus“                                               | Verteidigungsrede vor Gericht |
| 57 v. Chr.               | De domo sua ad pontifices               | „Über sein eigenes Haus, an das Pontifikalkollegium“                        | Plädoyer in eigener Sache: Während Ciceros Verbannung hatte sein Gegner Clodius einen Teil von Ciceros Grundstück auf dem Palatin der Göttin Libertas geweiht; Cicero erklärt diese Weihung für ungültig, um eine Rückgabe zu erreichen. |
|                          | Oratio cum populo gratias egit          | „Danksagung an das Volk“                                                    | Dankrede an alle, die sich für Ciceros Rückkehr aus der Verbannung eingesetzt hatten, und Ankündigung seines Wiedereintritts in die Politik |
|                          | Oratio cum senatui gratias egit         | „Danksagung an den Senat“                                                   | Dankrede an alle, die sich für Ciceros Rückkehr aus der Verbannung eingesetzt hatten, und Ankündigung seines Wiedereintritts in die Politik |
| 56 v. Chr.               | De haruspicum responso                  | „Über das Gutachten der Opferschauer“                                       | Clodius bezog einen Passus über die Profanierung von Heiligtümern in einem Gutachten der Haruspices auf Ciceros Palatin-Grundstück (s. De domo sua) und forderte zum Abriss von Ciceros dort im Bau befindlichem Haus auf. Gegen diese und andere Vorwürfe wehrt sich Cicero mit einem Appell an den Senat, in dem er erklärt, dass vielmehr Clodius Ursache aller im Gutachten erwähnten Übel sei. |
|                          | De provinciis consularibus              | „Über die konsularischen Provinzen“                                         | Rede vor dem Senat über die konsularischen Provinzen |
|                          | In P. Vatinium                          | „Gegen Publius Vatinius“                                                    | Anklagerede gegen Publius Vatinius, bei der Zeugenbefragung im Prozess gegen P. Sestius (s. Pro P. Sestio) |
|                          | Pro M. Caelio                           | „Für Marcus Caelius“                                                        | Rede zur Verteidigung des Marcus Caelius Rufus vor Gericht |
|                          | Pro L. Cornelio Balbo                   | „Für Lucius Cornelius Balbus“                                               | Verteidigungsrede vor Gericht |
|                          | Pro P. Sestio                           | „Für Publius Sestius“                                                       | Verteidigungsrede vor Gericht |
| 55 v. Chr.               | In L. Calpurnium Pisonem                | „Gegen Lucius Calpurnius Piso“                                              | politische Anklagerede |
| 54 v. Chr.               | Pro Aemilio Scauro                      | „Für Aemilius Scaurus“                                                      | Verteidigungsrede vor Gericht |
|                          | Pro Cn. Plancio                         | „Für Gnaeus Plancius“                                                       | Verteidigungsrede vor Gericht |
| 54/53 oder 53/52 v. Chr. | Pro Rabirio Postumo                     | „Für Gaius Rabirius Postumus“                                               | Verteidigungsrede im Nachverfahren zum Prozess gegen Aulus Gabinius wegen Erpressung von Provinzialen (crimen pecuniarum repetundarum). Es geht um den Verbleib von Bestechungsgeldern im Zusammenhang mit der Wiedereinsetzung von Ptolemaios XII. Neos Dionysos als König von Ägypten. |
| 52 v. Chr.               | Pro T. Annio Milone                     | „Für Titus Annius Milo“                                                     | Verteidigungsrede vor Gericht, die allerdings nicht in der veröffentlichten Perfektion gehalten wurde; enthält unter anderem inter arma enim silent leges |
| 46 v. Chr.               | Pro M. Marcello                         | „Für Marcus Marcellus“                                                      | Dankesrede für die Begnadigung des Caesargegners M. Marcellus durch Caesar (Akt seiner clementia), gehalten vor dem Senat, gerichtet an Caesar als Diktator, damit dieser die libera res publica wieder herstelle. |
| 46 v. Chr.               | Pro Q. Ligario                          | „Für Quintus Ligarius“                                                      | Verteidigungsrede für Q. Ligarius, gerichtet an Caesar als Diktator |
| 45 v. Chr.               | Pro rege Deiotaro                       | „Für König Deiotaros“                                                       | Verteidigungsrede für den König Deiotarus, gerichtet an Caesar |
| 44/43 v. Chr.            | Philippicae orationes                   | „Philippische Reden“                                                        | Reden gegen Marcus Antonius, in Anlehnung an die Philippika des attischen Redners Demosthenes gegen den Makedonenkönig Philipp II. |

### Philosophische Schriften
In seinen philosophischen Schriften machte Cicero seine lateinischen Leser mit der griechischen Philosophie bekannt. Dafür bediente er sich der lebhaften Dialogform und schuf eine neue lateinische Terminologie. Er selbst lässt sich keiner philosophischen Schule eindeutig zuordnen; stark beeinflusst war er vom Skeptizismus der „Jüngeren Akademie“. Den epikureischen Hedonismus lehnte er ab.

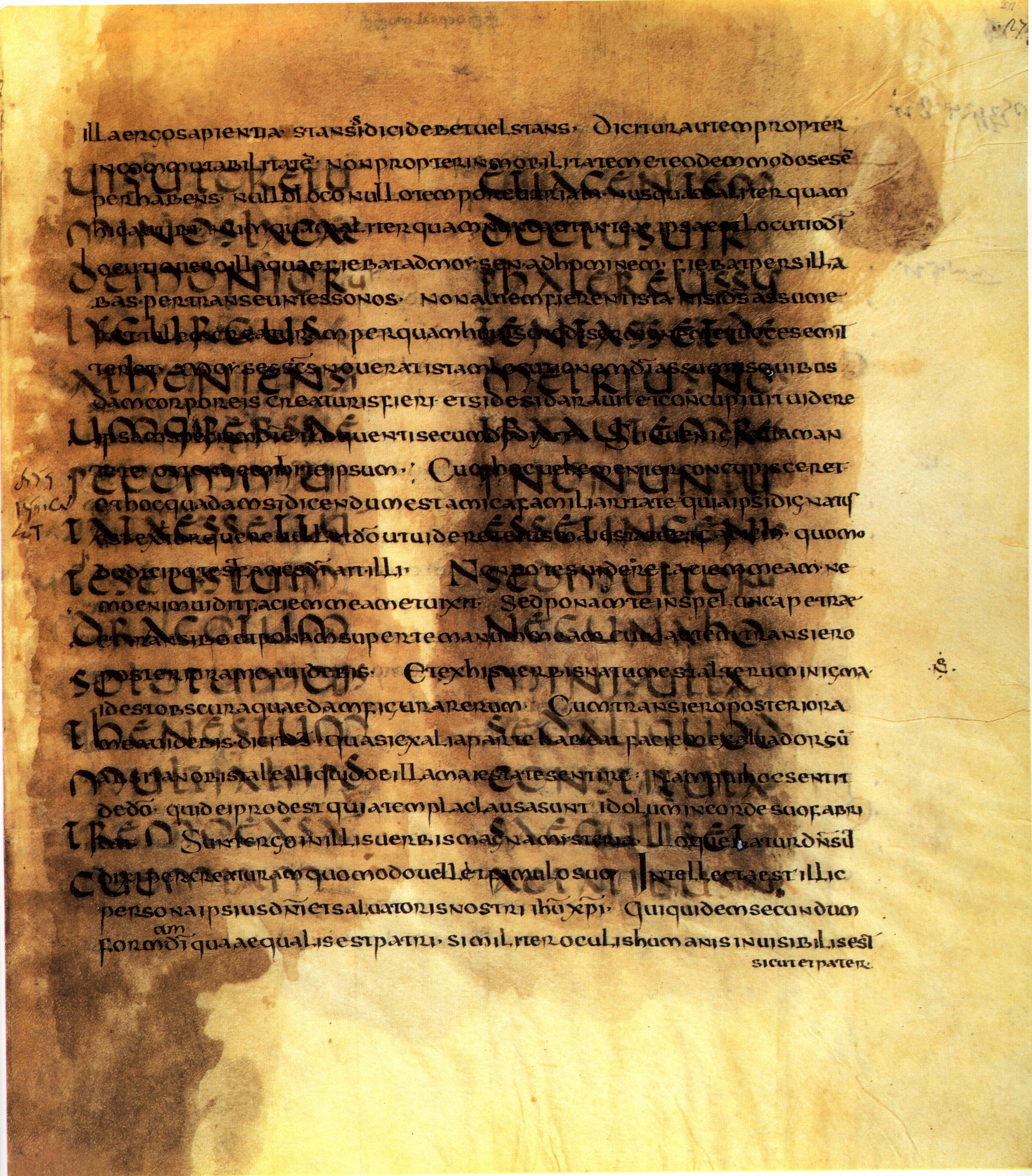
Cicero, De re publica, Fragment (Palimpsest). Biblioteca Apostolica Vaticana, Vaticanus Lat. 5757, fol. 277r (4./5. Jahrhundert)

- De re publica („Über den Staat“) ist 54–51 v. Chr. entstanden und nur fragmentarisch erhalten. Der letzte Abschnitt, Somnium Scipionis („Scipios Traum“), wurde separat mit dem Kommentar des Macrobius Ambrosius Theodosius überliefert und war auch im Mittelalter bekannt. In Anlehnung an Platons Politeia legt Cicero in Form eines Dialoges die Vor- und Nachteile der unterschiedlichen Staatssysteme dar. Im Gegensatz zu Platon ist sein idealer Staat jedoch keine Fiktion, sondern die römische Republik.
- De legibus („Über die Gesetze“) enthält wie Platons Nomoi die praktische Anwendung der Staatslehre. Als ein Dialog zwischen Cicero selbst, seinem Bruder Quintus und seinem Freund Atticus konzipiert, stellt das Buch dar, wie die Gesetze auf dem Naturrecht beruhen. Das Werk entstand wohl Ende der 50er Jahre v. Chr. und ist nur etwa zur Hälfte erhalten.
- Paradoxa Stoicorum (Begründung paradoxer ethischer Lehrsätze aus der Schule der Stoiker). 46 v. Chr.
- Die verlorene Consolatio („Trostschrift“ nach dem Tod seiner Tochter) erwähnte Cicero im Frühjahr 45 v. Chr. in einem Brief an Atticus.[38]
- Hortensius sive de philosophia („Hortensius oder über die Philosophie“) entstand im Frühjahr 45 v. Chr. nach dem Vorbild von Aristoteles’ Protreptikos. Der nur in Fragmenten erhaltene Dialog zwischen Cicero, Catulus, Hortensius und Lucullus soll Augustinus einen Anstoß zur Bekehrung zum Christentum gegeben haben.
- Academica priora (frühere Fassung der Bücher über die Erkenntnislehre der Akademiker). 45 v. Chr.
  - Catulus (Dialog ‚Catulus‘), 1. Teil der Academica priora, größtenteils verloren
  - Lucullus (Dialog ‚Lucullus‘), 2. Teil der Academica priora, erhalten
- Academici libri bzw. Academica posteriora (spätere Fassung der Abhandlung über die Erkenntnislehre der Akademiker in vier Büchern; erhalten ist neben wenigen Fragmenten nur der Anfang des ersten Buches – im Umfang etwa ein Viertel des ‚Lucullus‘)
- De finibus bonorum et malorum („Über das höchste Gut und das größte Übel“) entstand im Juni 45 v. Chr. und ist Brutus gewidmet. In drei Dialogen werden verschiedene Ansätze der griechischen Philosophie, die das Ziel und den Sinn des Lebens betreffen, dargestellt.
- Die Tusculanae disputationes („Gespräche in Tusculum“), entstanden in der 2. Hälfte des Jahres 45 v. Chr. und ebenfalls Brutus gewidmet, behandeln ethische Fragen wie den Umgang mit Leid und Tod. Das Wichtigste, um glücklich zu leben, ist die Tugend.
- Cato maior de senectute („Cato der Ältere über das Alter“) entstand 45/44 v. Chr. und ist ein fiktives Gespräch zwischen (dem älteren) Cato, P. Scipio minor und C. Laelius Sapiens, in dem Cato alle Vorwürfe, die man dem Alter macht, zu widerlegen sucht. Der Grund, weshalb so viele Greise über ihr Alter klagen, liegt allein in ihrem Charakter. Der Dialog ist Atticus gewidmet.
- Laelius de amicitia („Laelius über die Freundschaft“) schrieb Cicero 45/44 v. Chr. „als Freund für den Freund“[39] Atticus. Wieder treten Scipio und Laelius als Idealtypen der Freunde auf. Der Dialog endet mit dem Lob der virtus – Tugend als Grundlage wahrer Freundschaft.
- In De natura deorum („Vom Wesen der Götter“), entstanden 45/44 v. Chr. und Brutus gewidmet, gibt Cicero ein Gespräch wieder, das der Stoiker Q. Lucilius Balbus, der Epikureer C. Velleius und der Akademiker C. Aurelius Cotta,[40] Vertreter der drei wichtigsten antiken Philosophenschulen, über das Wesen der Götter und ihre Beziehung zu den Menschen etwa dreißig Jahre zuvor führten.
- In De divinatione („Über die Wahrsagung“), einem 44 v. Chr. entstandenen Dialog zwischen Cicero und seinem Bruder, trennt Cicero zwischen furor, der direkten Inspiration, vor allem durch Träume, und den auslegungsbedürftigen Orakeln. Ersteres erklärt er als natürliche Vorgänge der menschlichen Seele, während die Vorzeichendeuter sich nur den Aberglauben ihrer Mitmenschen zu Nutze machen. De divinatione ist eine wichtige Quelle für unsere Kenntnis der römischen Religion.
- De fato („Über das Schicksal“) schließt sich unmittelbar an De divinatione und De natura deorum an. Cicero diskutiert darin mit Aulus Hirtius über die Ansichten der Philosophenschulen zur Frage des freien Willens. Die Mitte 44 v. Chr. begonnene Schrift blieb unvollendet.
- De gloria („Über den Ruhm“). Juli 44 v. Chr. Verloren.
- De officiis („Über die Pflichten“) ist im Herbst/Winter 44 v. Chr. verfasst und in Briefform an den in Athen studierenden Sohn Marcus gerichtet. Er zitiert darin das ansonsten verlorene Buch des Panaitios von Rhodos über die Pflichten. Das erste Buch handelt von den Pflichten und Tugenden. Als wichtigste Tugenden nennt Cicero prudentia – Klugheit, iustitia – Gerechtigkeit, fortitudo – Tapferkeit und temperantia – Mäßigung, wie auch Platon sie in der Politeia und den Nomoi aufführt. Im zweiten Buch zeigt er, wie man durch tugendhaftes Verhalten die Sympathie seiner Mitmenschen gewinnt und dadurch sich selbst nützt. Als Beispiele dienen Politiker. Im dritten Buch thematisiert er den möglichen Konflikt zwischen Tugend und Nutzen, ebenfalls anhand zahlreicher Beispiele aus der Geschichte, wobei die Tugend immer den Vorrang haben müsse.

### Rhetorische Schriften
Wie bei Cicero Leben und Werk ohnehin nur schwer zu trennen sind, so ist insbesondere die Unterscheidung zwischen philosophischen und rhetorischen Schriften zwar praktisch und übersichtlich (sie wird daher auch hier beibehalten), entspricht aber nicht Ciceros eigener Absicht und Ansicht. Schon in seinem ersten erhaltenen Werk (De inventione I 1–5) erklärt er, Weisheit, Beredsamkeit und Staatskunst hätten ursprünglich eine Einheit gebildet, die erheblich zur Entwicklung der menschlichen Kultur beigetragen habe und wiederherzustellen sei. Diese Einheit schwebt als Leitbild sowohl Ciceros theoretischen Schriften als auch seiner eigenen vita activa (etwa: „politisch engagiertes Leben“) im Dienste des Staates vor – jedenfalls so, wie er diese selbst idealisierend sah und gesehen wissen wollte.
Daher ist es nicht erstaunlich, wenn Cicero seine philosophischen Schriften mit rhetorischen Mitteln ausgestaltet und seine Rhetoriktheorie auf philosophischen Prinzipien aufbaut. Die Trennung von Weisheit und Beredsamkeit lastet er als „Zerwürfnis zwischen Zunge und Verstand“ Sokrates an (De oratore III 61) – vermutlich ist sie eher auf Platon zurückzuführen – und versucht sie durch seine eigenen Schriften wieder aufzuheben. Denn zur bestmöglichen Verwirklichung sind seiner Meinung nach Philosophie und Rhetorik aufeinander angewiesen (siehe zum Beispiel De oratore III 54–143); Cicero bekennt, „dass ich zum Redner geworden bin […] nicht in den Lehrstätten der Rhetoren, sondern in den Hallen der Akademie“ (Orator 12). Damit spielt er auf den Unterricht an, den er in Rom bei Philon von Larisa und später in Athen bei Antiochos von Askalon erhielt.
Die erhaltenen rhetoriktheoretischen Werke in chronologischer Reihenfolge:
- De inventione („Über die Auffindung [des Redestoffes]“): Wohl zwischen 85 und 80 v. Chr. entstanden diese ersten beiden Bücher einer nicht vollendeten Gesamtdarstellung der Rhetorik. Cicero selbst verwarf sie später zu Gunsten seiner tiefer greifenden Darstellung in De oratore, sie dienten jedoch trotz ihres fragmentarischen Charakters bis ins Mittelalter als Lehrbuch. Der fertiggestellte Teil behandelt im ersten Buch rhetorische Grundbegriffe (I 5–9), die Statuslehre im Anschluss an Hermagoras von Temnos (I 10–19) sowie die Teile der Rede (I 19–109); das zweite Buch behandelt die Argumentationstechnik, vor allem in der Gerichtsrede (II 11–154, geordnet wiederum gemäß der Statuslehre) sowie kurz in der Volksrede (II 157–176) und der Festrede (II 177–178). Ciceros Aussagen haben inhaltlich oft große Ähnlichkeit mit der fälschlich unter seinem Namen überlieferten sog. Rhetorik an Herennius, so dass das genaue Verhältnis beider Schriften in der Wissenschaft lange umstritten war. Beide Werke sind jedenfalls ungefähr in derselben Zeit entstanden und beruhen direkt oder indirekt auf gleichen oder verwandten, letzten Endes griechischen Quellen. Da es allerdings auch geradezu wortwörtlich übereinstimmende Stellen gibt, lag ihnen wohl eine gemeinsame lateinische Quelle vor, vielleicht eine Abhandlung des gleichen Lehrers, als Vermittlerin vorwiegend griechischer Inhalte.
- De oratore („Über den Redner“) – Ciceros 55 v. Chr. entstandenes rhetoriktheoretisches Hauptwerk (in drei 'Büchern') ist nicht zu verwechseln mit dem fast gleichnamigen späteren Orator; auch die Hauptunterredner Crassus (140–91 v. Chr.) und Antonius (143–87 v. Chr.) sind Größen der Vergangenheit und nicht mit den Trägern gleicher Namen des 1. bzw. 2. Triumvirats identisch.
- Partitiones oratoriae („Einteilungen der Redekunst“): Dieser wohl um 54 v. Chr., als Ciceros Sohn Marcus Rhetorik studierte, entstandene ‚Katechismus‘ behandelt in der Form eines fiktiven Frage- und Antwortspiels zwischen Sohn (C.) und Vater (P.) die Theorie der Rhetorik, vor allem Begriffe und schematische Einteilungen. Ciceros Originalität zeigt sich hier weniger in der insgesamt trockenen Form als in der kritischen Sichtung überkommener Schulregeln und in philosophischen Einflüssen, vor allem im dritten Teil bei der Behandlung von Tugenden, Gütern und Ursachen.
- Brutus: Das nach Marcus Iunius Brutus benannte Buch wurde Anfang 46 v. Chr. verfasst und behandelt in Form eines Dialoges zwischen Cicero, Brutus und Atticus die Geschichte der römischen Redekunst bis zu Cicero selbst. Nach einer Einleitung (1–9) beginnt Ciceros Vortrag mit der griechischen Rhetorik (25–31) und betont, dass die Redekunst als schwierigste aller Künste erst spät zur Vollendung komme. Während er die älteren römischen Redner mühsam aus zweiter Hand darstellt (52–60), spricht Cicero ab Cato aus eigener Textkenntnis; Lucius Licinius Crassus und Marcus Antonius Orator, die beiden Protagonisten von De oratore, werden ausführlich verglichen (139ff.). Nach einem Exkurs über die Bedeutung des Publikumsurteils (183–200) und der Behandlung der Redner um Hortensius (201–283) weist Cicero die Vorwürfe des Attizismus zurück (284–300). Das Werk gipfelt in einem nicht eben bescheidenen Vergleich zwischen den Redekünsten des Hortensius und Ciceros selbst (301–328). Hauptabsicht Ciceros ist weniger eine Literaturgeschichte, schon gar nicht im heutigen Sinne, als eine Verteidigung gegen die Vorwürfe der Attizisten, zu denen auch Brutus zählte. Über ihn schreibt er, sein reicher Stil sei ein Zeichen des Asianismus.
- Orator („Der Redner“) – nicht zu verwechseln mit dem fast gleichnamigen De oratore. Das im Sommer 46 v. Chr. entstandene Buch ist an Brutus gerichtet und entwirft ein Idealbild des vollkommenen Redners. Entgegen dem damaligen Streit zwischen Attizisten, die – wie Brutus – vom Redner eine möglichst schlichte und exakte Sprache forderten, und Asianisten, die eine kunstvoll gehobene Sprache vertraten, fordert Cicero, dass der beste Redner wie Demosthenes alle Stilebenen beherrschen und sie je nach dem Thema der Rede, ja sogar innerhalb der Rede wechselnd anwenden muss. Dazu bedarf er umfassender, vor allem philosophischer Bildung. Nur so kann er die drei Aufgaben des Redners: probare, delectare, flectere („beweisen, erfreuen, beugen“) erfüllen, denen Cicero die genau geschilderten drei Stilarten zuordnet (76–99). – Im Hauptteil behandelt Cicero die klassischen Arbeitsstadien des Redners, geht aber seinem Thema entsprechend auf die Auffindung (inventio, 44–49) und die Anordnung (dispositio, 50) des Redestoffes nur kurz ein, befasst sich jedoch ausführlich mit dem Stil (elocutio, 51–236), insbesondere mit rhetorischen Figuren und Satzbau inklusive Prosarhythmus.
- Topica („Topik, Beweislehre“). Juli 44 v. Chr.
- De optimo genere oratorum („Über die beste Art von Rednern“): Diese vielleicht um 46 v. Chr., nach anderen Einschätzungen schon in den 50er Jahren v. Chr. entstandene kurze Schrift ist eine Einleitung zur Übersetzung der Reden von Demosthenes und Aischines für und gegen Ktesiphon. Die Einleitung greift vor allem die römischen Attizisten an, ziemlich mit denselben Argumenten wie im Orator. Die Übersetzung selbst ist nicht überliefert, zudem ist unklar, ob Cicero sie überhaupt je ausgeführt hat. Die Echtheit der Schrift ist bereits in der Antike von Asconius Pedianus und weiter in der Neuzeit bezweifelt worden.[42]

### Weitere Schriften
Zu Ciceros weiteren Werken zählen eine Trostschrift, Beiträge zur Geschichtsschreibung, Dichtungen (darunter die Hexametergedichte de consulatu suo über sein eigenes Konsulat sowie Marius über den bekannten römischen Feldherrn und Staatsmann) sowie Übersetzungen. Diese Arbeiten sind großenteils verloren. Aus den Gedichten sind uns einige Zitate in Werken Ciceros und anderer Autoren überliefert. Diese Fragmente weisen Cicero jedoch bereits als einen der bedeutendsten – ja vielleicht den bedeutendsten – lateinischen Dichter vor Catull und den anderen Neoterikern aus, boten den Zeitgenossen aber auch Anlass für Spott und Häme wegen der Selbstüberschätzung Ciceros. Von den Übersetzungen sind große Stücke einer Übertragung von Platons Timaios (Timaeus) erhalten, die Cicero vermutlich nie veröffentlichte, sondern nur als Arbeitsübersetzung anfertigte. Außerdem besitzen wir die meist als Aratea des Cicero zitierten Bruchstücke einer Nachdichtung der Himmelserscheinungen des hellenistischen Dichters Aratos von Soloi, der einer der einflussreichsten Autoren seiner Zeit war.

### Briefe
Die Briefe Ciceros wurden 1345 bzw. 1389 von Francesco Petrarca und dem florentinischen Staatskanzler und Förderer des Humanismus Coluccio Salutati wiederentdeckt. Insgesamt wurden über 900 Briefe gefunden, was anfänglich Begeisterung auslöste, die in Enttäuschung umschlug, da Cicero in ihnen nicht immer dem Ideal eines Verteidigers der Republik entsprach, als den er sich in seinen Reden und politischen Schriften darstellte.
Die Briefe wurden von Ciceros Sekretär Marcus Tullius Tiro 48–43 v. Chr. gesammelt und archiviert. Man zählt 4 Kategorien:
- Briefe an Familienmitglieder und Freunde (epistulae ad familiares)
- Briefe an den Bruder Quintus Tullius Cicero (epistulae ad Quintum fratrem)
- Briefe an Marcus Iunius Brutus (epistulae ad M. Brutum)
- Briefe an Atticus (epistulae ad Atticum)

## Rezeption
Die Nachwirkung Ciceros durch zwei Jahrtausende schwankte stark in ihrer Intensität. Sie betraf unterschiedliche Bereiche seiner Tätigkeit. Am wichtigsten war seine Rolle als Lehrmeister der Rhetorik und als stilistisches Vorbild, das die Norm einer „klassischen“ lateinischen Sprache setzt und deren Wortschatz festlegt. Folgenreich war auch seine Vermittlung griechischer Philosophie an die lateinischsprachige Welt, wofür er geeignete sprachliche Ausdrucksmittel schuf. Viel Beachtung fand ferner seine Leistung als Staatsmann, die kontrovers beurteilt wurde.
Die Breitenwirkung der philosophischen Schriften Ciceros ergab sich durch ihre didaktische Ausrichtung. Geschätzt wurde und wird seine Fähigkeit, komplexe Fragen übersichtlich zu erläutern und über verschiedene Lösungsversuche allgemeinverständlich zu informieren, ohne dem Leser eine bestimmte Lösung aufzudrängen.

### Antike
Da Cicero ein politischer Gegner vor allem des Antonius, aber zeitweise auch Octavians gewesen war, gehörte er in den Jahren nach seinem Tod zu den Personen, die in den herrschenden Kreisen in schlechtem Ruf standen. Als Octavian den Prinzipat einführte und als Kaiser Augustus herrschte (27 v. Chr.–14 n. Chr.), wurde Cicero als eine der führenden Persönlichkeiten der besiegten Republikaner in der Öffentlichkeit gewöhnlich mit Stillschweigen übergangen; ihn zu loben hätte als Zeichen oppositioneller Gesinnung gedeutet werden können. Die großen Dichter des augusteischen Zeitalters – Horaz, Vergil, Ovid, Properz, Tibull – erwähnten seinen Namen nicht; Horaz wagte höchstens undeutliche Anspielungen, war aber ein eifriger Leser der Tusculanischen Gespräche und ging in seiner Kunsttheorie nicht nur von den Griechen, sondern auch von Cicero aus.
Die Geschichtsschreiber hingegen konnten Cicero wegen seiner historischen Bedeutung nicht einfach übergehen. Cornelius Nepos, dessen Cicero-Biographie nicht erhalten ist, hob seine Fähigkeit hervor, politische Entwicklungen vorauszusehen. Titus Livius äußerte sich in seinem Werk anerkennend, aber distanziert und übte auch deutlich Kritik; er meinte, Cicero habe von allem Unglück, das ihm widerfuhr, nur den Tod würdig ertragen. Der Politiker und Geschichtsschreiber Gaius Asinius Pollio, der ein Anhänger Caesars und des Antonius gewesen war, verfasste eine Darstellung der zeitgenössischen Bürgerkriege, von der nur wenige Fragmente erhalten sind; darin ließ er Cicero in ungünstigem Licht erscheinen. Er warf ihm Mangel an Mäßigung in Erfolgszeiten und an Tapferkeit im Unglück vor und meinte, Cicero habe als Anwalt üble Menschen vor Bestrafung bewahrt und sie sich dadurch verpflichtet. Pollios Sohn Gaius Asinius Gallus wagte es sogar, Ciceros schriftstellerische Leistung, die selbst politische Gegner anzuerkennen pflegten, herabzusetzen; er stellte seinen Vater über Cicero.
Andererseits förderte Octavian Ciceros Sohn Marcus, mit dem er 30 v. Chr. das Konsulat bekleidete. Als der Senat die damnatio memoriae von Ciceros Hauptfeind Antonius beschloss, übernahm Marcus als Konsul die Ausführung; er ließ die Antonius-Statuen zerstören und konnte so für den Tod seines Vaters Rache nehmen. Indem Octavian dies billigte, distanzierte er sich indirekt von dem Mord an Cicero, dem er damals zugestimmt hatte, und vermittelte der Öffentlichkeit den Eindruck, dass diese Tat nur Antonius anzulasten sei.
Das andauernde Interesse an Cicero führte zur Veröffentlichung seiner Korrespondenz, die ihn teilweise in unvorteilhaftem Lichte zeigte; Seneca († 65) kannte sie bereits.
Nach dem Tode des Augustus wurde es wieder möglich, vorbehaltlos Bewunderung auch für die politische Leistung Ciceros zu äußern. Dies tat der Geschichtsschreiber Velleius Paterculus, der als begeisterter Anhänger des Kaisertums nicht im Verdacht republikanischer Gesinnung stand. Er folgte der schon von Livius vorgegebenen Linie, für Ciceros Tod ausschließlich Antonius verantwortlich zu machen, und vertuschte den Gegensatz zwischen Ciceros republikanischer Gesinnung und dem monarchischen Prinzip, das dem Kaisertum zugrunde lag. Einen Verteidiger fand Cicero sogar in der Kaiserfamilie: Zu den nicht erhaltenen Werken des Kaisers Claudius gehörte eine Entgegnung auf die Cicero-Kritik des Asinius Gallus. Asconius Pedianus schrieb einen Kommentar zu Reden Ciceros, der teilweise erhalten ist.
Im späten ersten Jahrhundert war nach dem Verblassen des politischen Gegensatzes zwischen republikanischer und monarchischer Gesinnung das Verhältnis kulturell maßgeblicher Kreise zu Cicero bereits völlig unbefangen. Plinius der Ältere meinte, Ciceros De officiis solle täglich gelesen, ja geradezu auswendig gelernt werden, und begeisterte sich auch für seine Leistungen als Staatsmann und als „Vater der Beredsamkeit“. Sein jüngerer Zeitgenosse Quintilian, ein führender Lehrer der Rhetorik, war der Ansicht, Cicero sei jedem griechischen Redner ebenbürtig, und erhob seinen Stil zur Norm. Er meinte, Cicero habe, indem er die Griechen nachahmte, „die Kraft des Demosthenes, die Fülle Platons und die Anmut des Isokrates“ in seinen rhetorischen Leistungen vereint. Er sei mit Recht von seinen Zeitgenossen ein „König vor Gericht“ genannt worden, und für die Nachwelt stehe der Name Cicero nicht mehr nur für eine Person, sondern für die Beredsamkeit schlechthin. Quintilian erneuerte auch das Rednerideal Ciceros, wonach es primär nicht auf technische Fertigkeiten ankommt, sondern auf die Bildung als Voraussetzung für wahre Redekunst; der vollkommene Redner (perfectus orator) ist zugleich Philosoph, er vereint Beredsamkeit mit Weisheit.
Durch Quintilians Urteil, das Eingang ins antike Schulwesen fand, wurde Cicero das maßgebliche stilistische Vorbild für klassische lateinische Prosa. Eine betonte, oft ausschließliche Vorliebe für ihn, für die sich in der Neuzeit die Bezeichnung „Ciceronianismus“ einbürgerte, ist seit Quintilian ein Kernelement des lateinischen Klassizismus. Da Cicero zwar griechische philosophische Ideen in lateinischer Sprache verbreitet hat, aber sein Name nicht mit einer bestimmten von ihm selbst stammenden Idee oder Lehre verbunden ist, beziehen sich Begriffe wie „Ciceronianer“ und „Ciceronianismus“ nur auf die literarische Übernahme seines Stils, seines Wortschatzes und seiner Theorie der Rhetorik. Manchmal ist zusätzlich eine Vorliebe für die von Cicero bevorzugten Literaturgattungen gemeint. Die oft ebenfalls vorhandene Übereinstimmung mit seinen politischen oder philosophischen Ansichten gehört aber nicht unbedingt zu den Merkmalen des Ciceronianismus.
Zu einem ebenfalls sehr positiven, aber differenzierteren Urteil gelangte Tacitus in seinem Dialog über die Redner, worin er den Verfall der Redekunst beklagte. Er sah in Cicero den eigentlichen Schöpfer der römischen Rhetorik, unterschied dabei aber zwischen Jugendwerken, die noch weitschweifig gewesen seien und zu langsam dem Ziel zugestrebt seien, und den vorbildlichen Meisterleistungen der reifen Zeit. Ein Bewunderer und Nachahmer dieses „besten Musters“ war auch Tacitus’ Freund Plinius der Jüngere. Der griechische Geschichtsschreiber Plutarch verfasste die älteste Cicero-Biographie, die erhalten geblieben ist, im Rahmen seiner parallelen Lebensbeschreibungen jeweils eines Griechen und eines Römers, wobei er Demosthenes und Cicero, aus damaliger Sicht die beiden bedeutendsten Redner der jeweiligen Völker, einander vergleichend gegenüberstellte.
Um die Mitte des 2. Jahrhunderts war Marcus Cornelius Fronto der führende Lehrer der Beredsamkeit. Er gründete eine nachhaltig einflussreiche Rednerschule und galt als der Cicero seiner Zeit, was das höchstmögliche Lob bedeutete. Auch er sah in Cicero das große Vorbild der Redekunst – und ebenso des Briefstils –, obwohl er eigentlich die altertümliche Ausdrucksweise Catos des Älteren und Sallusts der „Üppigkeit“ Ciceros vorzog.
Im 3. Jahrhundert stellte der Geschichtsschreiber Cassius Dio in seiner Darstellung der spätrepublikanischen Zeit Ciceros Schwächen heraus. Er gab sehr ausführlich eine fiktive polemische Rede eines Cicero-Gegners wieder, doch ohne sich damit zu identifizieren. Außerdem ließ er durchblicken, dass Cicero sich unwürdig verhalten habe, indem er unphilosophische Angst und Schwäche zeigte.
Auch in der Spätantike blieb Ciceros Sprache der normsetzende Vergleichsmaßstab. Quintus Aurelius Symmachus wurde als bedeutendster lateinischsprachiger Redner seiner Epoche gepriesen, indem man ihn mit Cicero verglich. Einen bedeutenden, jahrhundertelang nachwirkenden Beitrag zur Cicero-Rezeption leistete Macrobius Ambrosius Theodosius mit seinem Kommentar zum Somnium Scipionis, der im Mittelalter eifrig gelesen wurde. In diesem Werk erscheint Cicero als Platoniker, sein Text wird im Sinne einer neuplatonischen Kosmologie und Seelenlehre gedeutet.
Ein intensives, aber teils zwiespältiges Verhältnis zu Cicero hatten die gebildeten lateinischsprachigen Kirchenväter der Spätantike. Bei ihnen galt das Interesse nicht wie früher in erster Linie dem Politiker und Redner Cicero, sondern hauptsächlich dem Philosophen. Der Kirchenvater Laktanz war Rhetoriklehrer und von Ciceros Stil stark beeinflusst. Er meinte, Cicero habe philosophisch so viel erkannt, wie man mit der Vernunft ohne göttliche Offenbarung erkennen könne; er habe zwar Falsches widerlegt, aber zur positiven Wahrheit mangels Kenntnis der christlichen Glaubenslehre keinen Zugang gehabt. In der Spätantike wurde Laktanz mit Cicero verglichen, im Renaissance-Humanismus wurde er wegen seiner Leistungen als Stilist „der christliche Cicero“ genannt. Auch Augustinus studierte in seiner Jugend Rhetorik. Er war von Cicero tief beeindruckt, besonders von dessen damals populärem Dialog Hortensius, einer Aufforderung zur Philosophie. Die Lektüre des Hortensius brachte ihn zur religiösen Philosophie und damit auf einen Weg, der ihn schließlich zur Bekehrung zum Christentum führte. Als Christ behielt Augustinus seine hohe Wertschätzung für Cicero, den er nun als Vorläufer des Christentums auffasste. Ein weit problematischeres Verhältnis zu Cicero hatte der gelehrte Kirchenvater Hieronymus, der seine literarische Ausbildung in Rom erhalten hatte. Er erlebte im Fieber eine beängstigende Traumvision, worin er vor dem Richterstuhl Gottes stand und beschuldigt wurde, kein Christ zu sein, sondern ein Ciceronianer (Ciceronianus es, non Christianus). Darauf versprach Hieronymus, sich von den Büchern Ciceros zu trennen, um Gottes Gnade zu erlangen, doch kannte er Texte aus diesen Werken bereits auswendig und musste bekennen, dass er das bereits erworbene Wissen nicht aus seinem Gedächtnis tilgen konnte. Dies brachte ihn in schwere Gewissensnot, da er die Beschäftigung mit solchem Schrifttum als sündhaft betrachtete. Dennoch waren alle seine Werke, auch die späteren, vom Einfluss Ciceros geprägt.
Im 6. Jahrhundert schrieb Boethius einen Kommentar zu Ciceros Topica.

### Mittelalter
Die von Hieronymus eingeleitete negative Bewertung der Cicero-Studien erreichte einen Höhepunkt mit Papst Gregor dem Großen, der von 590 bis 604 amtierte. Er beklagte, dass die Freude an Ciceros Stil junge Menschen von der Bibellektüre abhalte, und meinte daher, dass die Werke des heidnischen Redners vernichtet werden sollten. In der Folgezeit ging die Beschäftigung mit Cicero stark zurück und verharrte lange auf niedrigem Niveau. Die Unkenntnis war so groß, dass sogar die Meinung vertreten wurde, Cicero und Tullius seien zwei verschiedene Personen.
Erst in der Zeit der Karolinger erwachte das Interesse an ihm bei einzelnen Gelehrten wie Alkuin und Servatus Lupus von Ferrières, später auch bei Papst Silvester II. (Gerbert von Aurillac; † 1003), der sich besonders mit den Reden befasste und ihren Stil nachahmte. Ab dem 11. Jahrhundert nahm die Rezeption deutlich zu; besonders De officiis fand Anklang, da dieses Werk Themen behandelt, die auch für die christliche Morallehre wichtig waren. Verbreitet war die Redewendung von der „tullianischen Beredsamkeit“, auf die man etwa zurückgriff, um zu betonen, eine Meinung stehe so fest, dass sie nicht einmal mit Ciceros Überzeugungskraft erschüttert werden könnte. Beliebt war auch der schon in der Spätantike verwendete Topos, etwas sei so unbeschreiblich, dass selbst Cicero (Tullius) verstummen würde. Man pflegte ihn „Tullius“ zu nennen. Einige seiner Werke gehörten zur Schullektüre. Er wurde aber mehr gelobt als tatsächlich verstanden und nachgeahmt. Oft schöpfte man das Wissen über ihn nicht aus seinen eigenen Werken, sondern aus denen der Kirchenväter, die sich mit ihm auseinandergesetzt hatten. Sehr wenig bekannt waren seine Briefe.
Die Aufmerksamkeit der Gebildeten richtete sich besonders auf seine Dialoge Über das Alter (Cato de senectute) und Über die Freundschaft (Laelius de amicitia), auf De officiis sowie auf das von Macrobius kommentierte Somnium Scipionis, dessen Jenseitsthematik die mittelalterlichen Christen interessierte. Im 12. Jahrhundert verfasste der Zisterzienserabt Aelred von Rievaulx eine Schrift Über die geistliche Freundschaft als christliches Gegenstück zum Dialog Laelius de amicitia, mit dem er sich auseinandersetzte. Im Rhetorikunterricht verwendete man hauptsächlich Ciceros Jugendwerk De inventione, von dem er sich später selbst distanziert hatte, und das ihm irrtümlich zugeschriebene Lehrbuch Rhetorica ad Herennium – beides Schriften technischen Charakters, die mit Ciceros Hauptanliegen, der Bildung, wenig zu tun haben. Seine rhetorischen Regeln wurden auch auf die Predigttechnik angewendet. In der bildenden Kunst stellte man ihn als Verkörperung der Rhetorik dar.
Als im 13. Jahrhundert in Italien der Vorhumanismus (Prähumanismus) einsetzte, nahm das Interesse an Cicero in literarisch orientierten Kreisen zu. Auch bei den scholastischen Gelehrten, sogar den Theologen, stand er in hohem Ansehen. Der Kirchenlehrer Thomas von Aquin berief sich oft auf ihn und widersprach seinen Ansichten fast nie. Auch Dante zitierte ihn häufig und erzählte, dass der Dialog Über die Freundschaft ihn stark beeindruckt und ihm den Weg zur Philosophie gezeigt hatte. Seine Verwendung der italienischen Volkssprache (volgare) in literarischen Werken rechtfertigte er unter Berufung auf Cicero.
Im Byzantinischen Reich war Cicero eine der bekanntesten Figuren des antiken Rom; man kannte ihn vor allem aus der Cicero-Biographie Plutarchs, die den lateinischsprachigen Gelehrten des Westens nicht zur Verfügung stand. Im Spätmittelalter übersetzte Maximos Planudes das Somnium Scipionis samt dem Kommentar des Macrobius ins Griechische.

### Frührenaissance

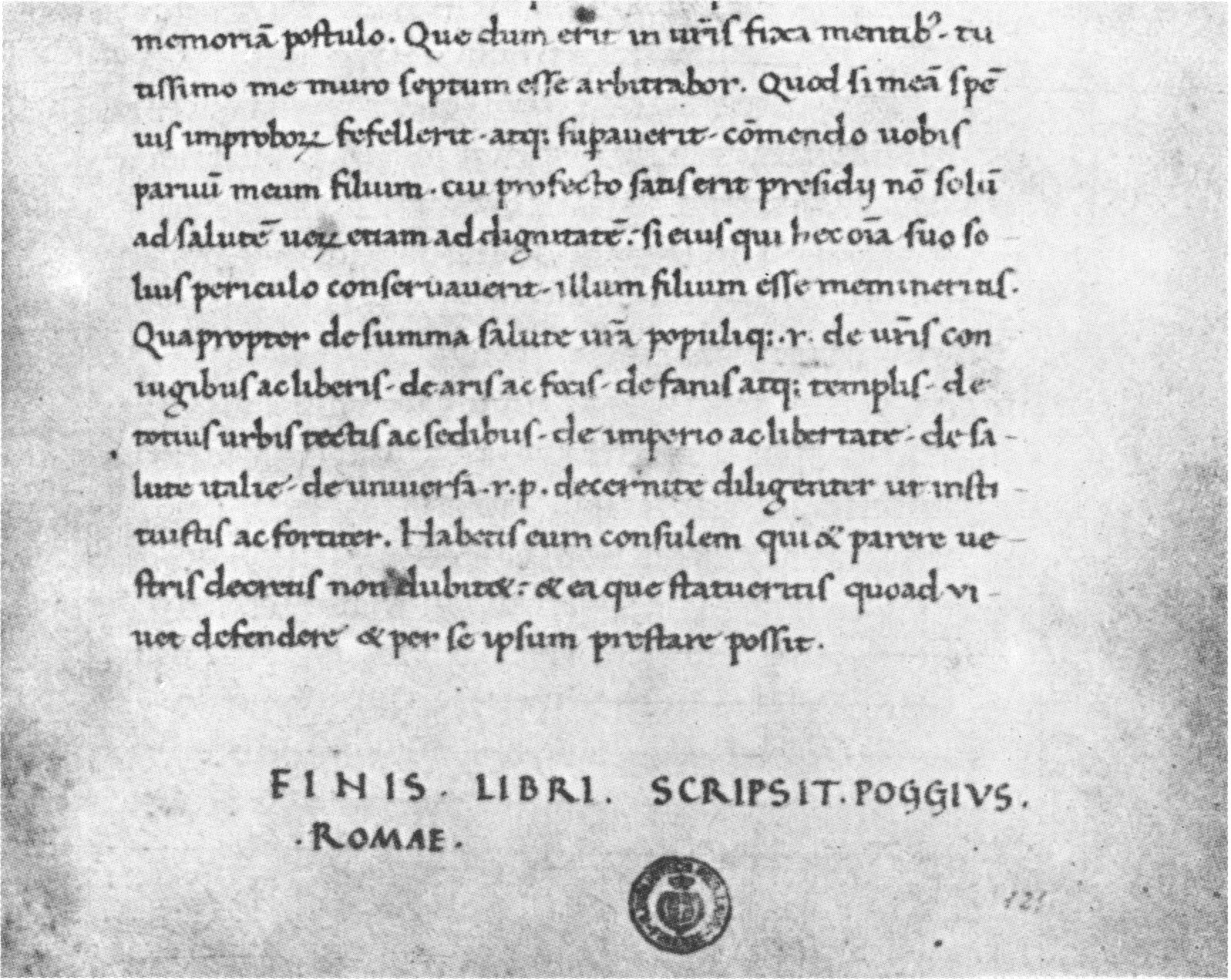
Das Ende von Ciceros vierter Rede gegen Catilina in einer von Poggio Bracciolini 1425 geschriebenen Handschrift: Florenz, Biblioteca Medicea Laurenziana, Plut. 48,22, fol. 121r

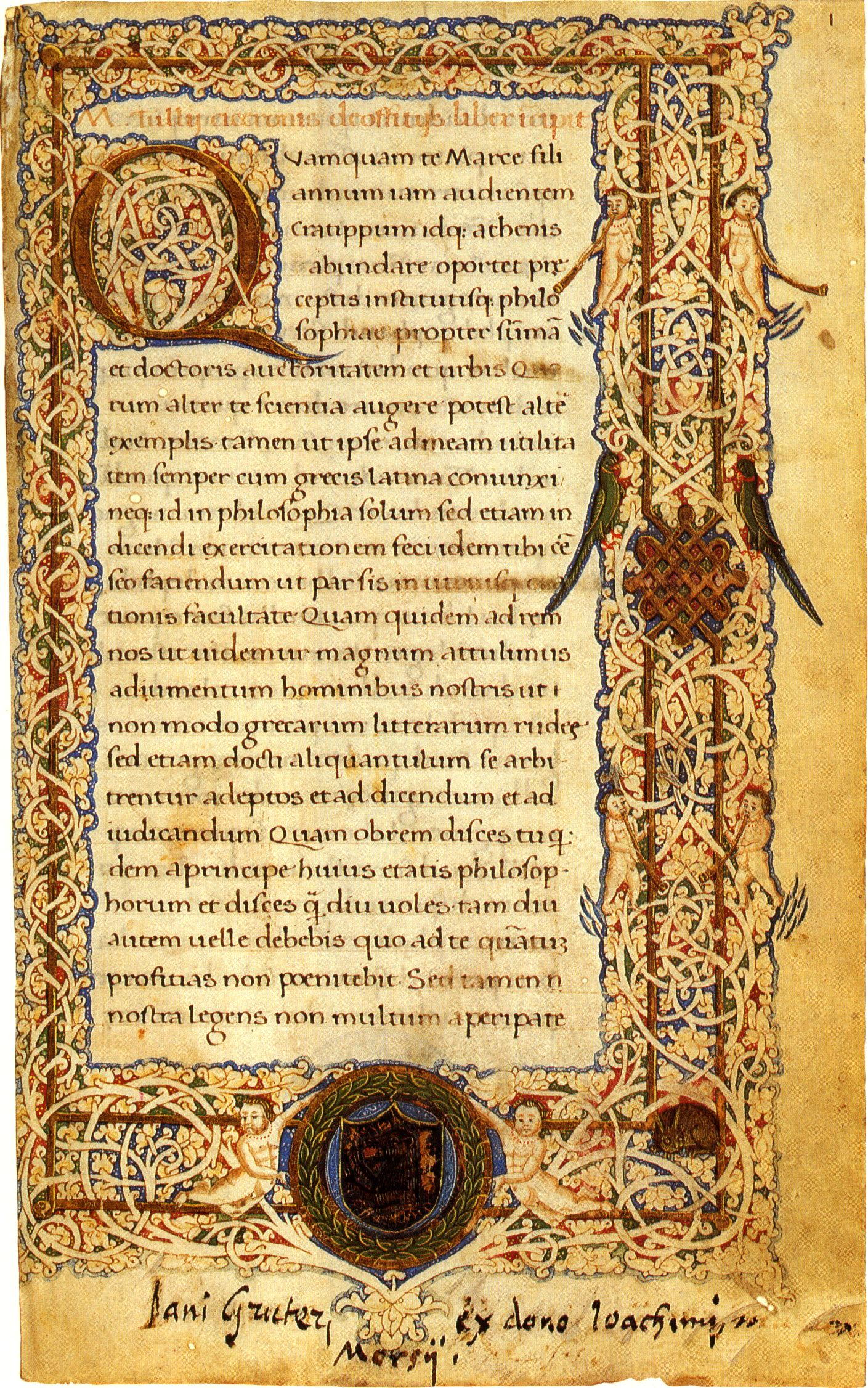
Der Anfang von Ciceros De officiis in der Handschrift Rom, Biblioteca Apostolica Vaticana, Vaticanus Palatinus lat. 1534, fol. 1r (15. Jahrhundert)

Mit dem Einsetzen der Renaissance erhielt Cicero wieder die Autorität des unumstrittenen stilistischen Vorbilds auf dem Gebiet der lateinischen Prosa. Bei der Wiederanknüpfung an ihn im italienischen Humanismus spielte Francesco Petrarca eine zentrale, bahnbrechende Rolle. Er entdeckte im Jahr 1345 in der Dombibliothek von Verona eine Handschrift, die Hunderte von verschollenen Briefen Ciceros enthielt. Dieser Fund erschloss den Humanisten einen neuen, direkten Zugang zur Persönlichkeit und politischen Rolle des römischen Staatsmanns. Nachdem man sich in den vorhergehenden Jahrhunderten auf literarische und philosophische Aspekte seines Werks konzentriert hatte, zeigten ihn die neu entdeckten Briefe als Menschen mit menschlichen Schwächen, als Freund und Familienvater. Nun wurde Cicero zunehmend auch für die Kunst des Briefschreibens der Lehrmeister der Humanisten, und der Brief als Kunstform breitete sich aus. Petrarca, der auch zwei Reden Ciceros wiederentdeckte, trat sogar in einen literarischen Dialog mit ihm; er schrieb ihm 1345 zwei fiktive Briefe, worin er ihm überschwänglich dafür dankte, den Humanisten „das Wenige an Eleganz und Kunst der Darstellung“, das sie (im Vergleich mit ihrem antiken Vorbild) besaßen, vermittelt zu haben. Zugleich äußerte er aber auch Enttäuschung über manche aus den Briefen ersichtliche Verhaltensweisen Ciceros, die er missbilligte. Für Humanisten wie Giovanni Boccaccio und Coluccio Salutati bedeutete es höchstes Lob, dass man ihren Stil mit dem Ciceros verglich. Salutati wurde von einem Zeitgenossen als „Affe Ciceros“ bezeichnet, was dem Zusammenhang nach als Kompliment gemeint war. 1392 entdeckte Salutati in Verona weitere Briefe Ciceros, Poggio Bracciolini fand in Klosterbibliotheken verschollene Reden. Leonardo Bruni verfasste 1415 eine Cicero-Biographie, den Cicero novus, worin er besonders hervorhob, Cicero sei die Vereinigung des aktiven, politischen mit dem beschaulichen, zurückgezogenen Leben geglückt. Die Frage des Verhältnisses zwischen diesen beiden Lebensweisen, der vita activa und der vita contemplativa, bei Cicero war schon im Mittelalter thematisiert worden (bis zum 13. Jahrhundert galt er als Kronzeuge für den Vorrang eines beschaulichen Lebens), und die Renaissance-Humanisten setzten die Erörterung fort.
Ab der zweiten Hälfte des 13. Jahrhunderts waren De inventione und das Cicero fälschlich zugeschriebene Lehrbuch Auctor ad Herennium auch in italienischen Fassungen verbreitet.
Auf Ciceros Begriff humanitas ging die Bezeichnung studia humanitatis für das humanistische Bildungsprogramm zurück. Das Ziel war, philosophische Bildung mit sprachlicher Meisterschaft zu verbinden. Der Ausgangspunkt für dieses Konzept war Ciceros Feststellung in De inventione, dass Weisheit (sapientia) ohne rhetorische Überzeugungskraft (eloquentia, Beredsamkeit) dem Staat kaum nütze und Beredsamkeit ohne Weisheit ihm sogar schweren Schaden zufügen könne und niemals Nutzen bringe. Nur die Verbindung beider sei hilfreich. Der Unterricht im Sinne dieses Programms sollte nach humanistischer Auffassung früh beginnen; der Gelehrte und Pädagoge Guarino da Verona meinte überspitzt, man solle Ciceros Schriften den Kindern bereits mit der Muttermilch verabreichen.
Radikale „Ciceronianer“ wie Gasparino Barzizza, Guarino da Verona, Paolo Cortesi und Ermolao Barbaro wollten keinerlei Abweichungen vom klassischen Latein Ciceros dulden. Andere Humanisten wie Petrarca, Angelo Poliziano, Leonardo Bruni und Gianfrancesco Pico della Mirandola traten für ein freieres Verhältnis zum Vorbild ein. Sie meinten, man solle nicht so schreiben, wie Cicero es tat, sondern so, wie er es unter den Bedingungen der Gegenwart täte; es sei besser, seinen Geist nachzuahmen, als sich an stilistische Äußerlichkeiten zu klammern. Die Meinungsverschiedenheiten wurden in heftigen Debatten ausgetragen.
Aufsehen erregte Lorenzo Valla mit seiner bewusst provozierenden Behauptung, Quintilian sei Cicero als Meister der Redekunst überlegen.

### Frühe Neuzeit

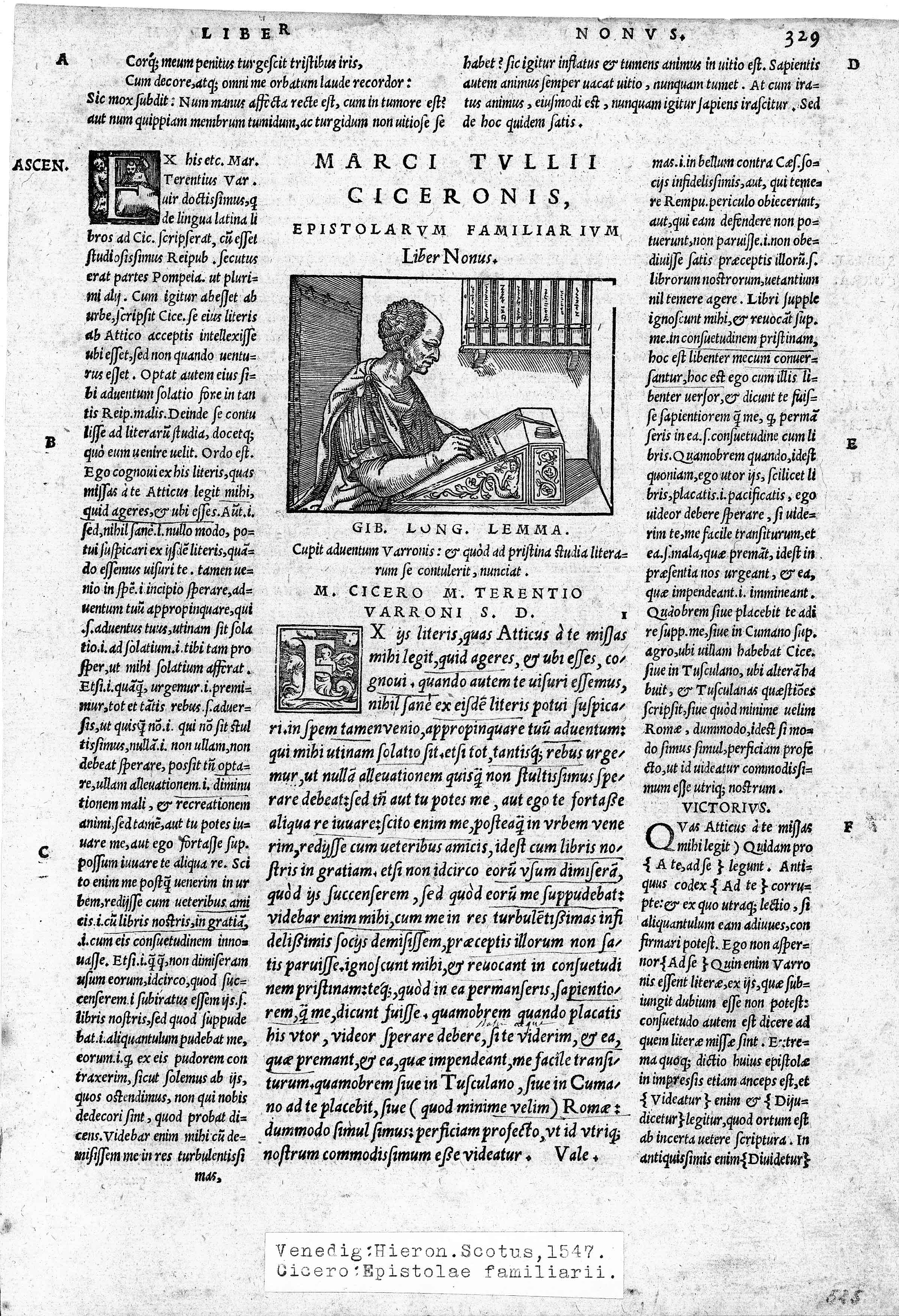
Früher Druck von Ciceros Epistulae ad familiares (Venedig 1547) mit humanistischen Kommentaren

Gegen Ende des 15. Jahrhunderts wurde der an Ciceros Humanitas-Begriff anknüpfende Ausdruck humanista (Humanist) gebräuchlich, zunächst als Berufsbezeichnung für Inhaber von Lehrstühlen humanistischer Fächer, ab dem 16. Jahrhundert auch allgemein als Selbstbezeichnung humanistisch Gebildeter.
Erasmus von Rotterdam († 1536) teilte die allgemeine Cicero-Begeisterung der Humanisten, kritisierte aber die verbreitete Vorstellung, man habe unter allen römischen Schriftstellern nur diesen einen als stilistische Autorität zu akzeptieren und nachzuahmen. In seiner 1528 erschienenen Schrift Ciceronianus oder Über die beste Art des Redens distanzierte er sich von einer aus seiner Sicht sklavischen, pedantischen Imitation des Meisters. Er meinte, man solle sich zum Vorbild nicht wie ein Affe verhalten, sondern wie ein Sohn. Die ciceronianische Position hatte Paolo Cortesi drastisch formuliert: er wolle lieber Ciceros Sohn sein als sein Affe, aber lieber Ciceros Affe als anderer Autoren Sohn. Erasmus argumentierte, es gebe gar keinen einheitlichen Stil Ciceros, sondern sein Werk sei gerade durch seine Variationsbreite und Anpassung an das jeweils Angemessene vorbildlich. Andererseits bewunderte Erasmus aber auch die bedeutenden Ciceronianer unter seinen Zeitgenossen, unter denen der Kardinal Pietro Bembo (1470–1547) herausragte. Bembo betonte, man könne sich die lateinische Sprache nur durch Nachahmung aneignen, und wenn man nachahme, solle man den Besten nachahmen. Die Debatte über das angemessene Verhältnis zum Vorbild Cicero dauerte bis ins 18. Jahrhundert an. Ein wichtiges Werkzeug der Ciceronianer war der von Mario Nizolio geschaffene Thesaurus Ciceronianus, ein Wörterbuch zu Ciceros Sprachgebrauch mit Belegen und Erläuterungen.

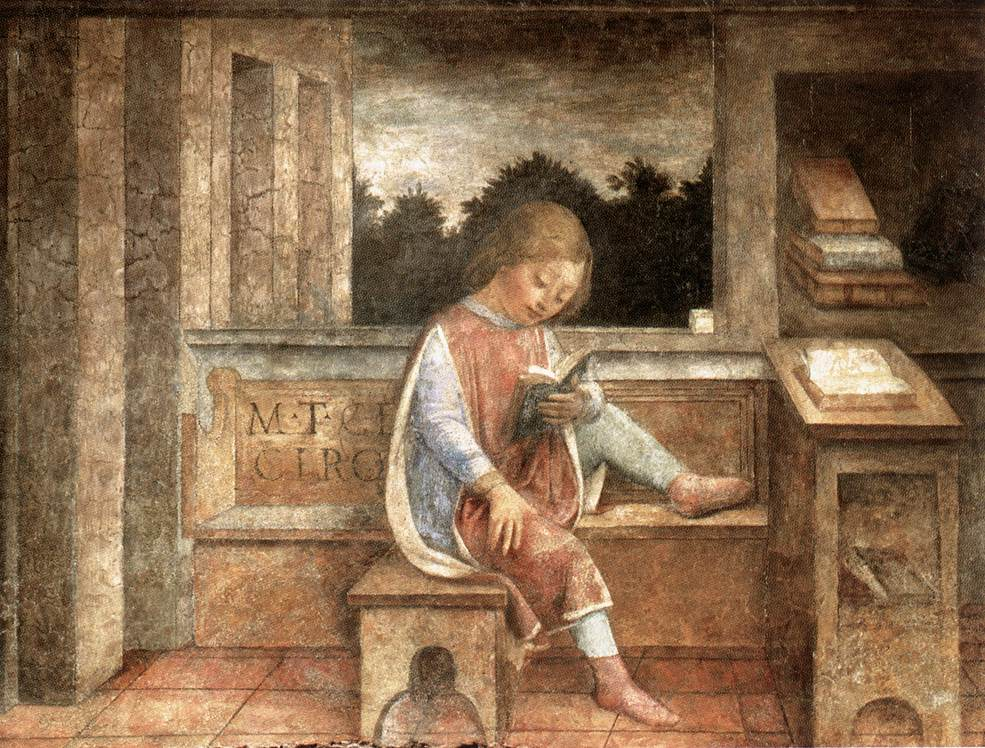
Vincenzo Foppa: Der junge Cicero beim Lesen, Fresko etwa aus dem Jahr 1464, heute Wallace Collection, London

Während der strenge Ciceronianismus im späten 16. und frühen 17. Jahrhundert in der Gelehrtenwelt an Anziehungskraft verlor, setzte er sich im schulischen Bereich völlig durch, vor allem im jesuitischen Schulwesen. Dabei lautete das schon von Bembo dargelegte Hauptargument der Ciceronianer, es gebe in der Entwicklung einer Sprache einen Moment höchster Perfektion, der als Optimum festzuhalten sei und dem daher Vorbildcharakter zukomme. Die so angestrebte Optimierung hatte aber ihren Preis: Das Lateinische, das im Mittelalter – besonders in der Epoche der Scholastik – noch sehr flexibel, entwicklungsfähig und insofern „lebendig“ gewesen war, wurde erst durch den strengen Ciceronianismus der konservativen Humanisten zu einer fixierten „toten“ Sprache. Die verbindliche Begrenzung auf den klassischen Stil und Wortschatz Ciceros bedeutete eine Erstarrung, die Weiterentwicklung ausschloss.
In Frankreich war die Cicero-Rezeption zwar nicht so stark wie in Italien, aber auch dort setzte sich das humanistische Bildungsideal durch, zu dem die Fähigkeit gehörte, sich im Stil Ciceros elegant lateinisch auszudrücken. In diesem Sinne äußerte sich unter anderem François Rabelais. Die Kritik des Erasmus am Ciceronianismus stieß auf heftige Ablehnung, etwa bei Julius Caesar Scaliger und Étienne Dolet. Eine Ausnahme von der meist vorbehaltlosen Bewunderung Ciceros bildete das differenzierte Urteil Michel de Montaignes, der vor Kritik nicht zurückschreckte. Montaigne warf dem römischen Staatsmann Eitelkeit und Ruhmsucht vor und meinte, er sei ein guter Bürger gewesen, aber von weichem Charakter. Die philosophischen Werke, besonders diejenigen über moralische Themen, kritisierte er als zu wortreich, weitschweifig, substanzarm und daher langweilig. Es fehle an durchschlagender Beweisführung, und der Kern eines Problems werde eher umgangen als geklärt.

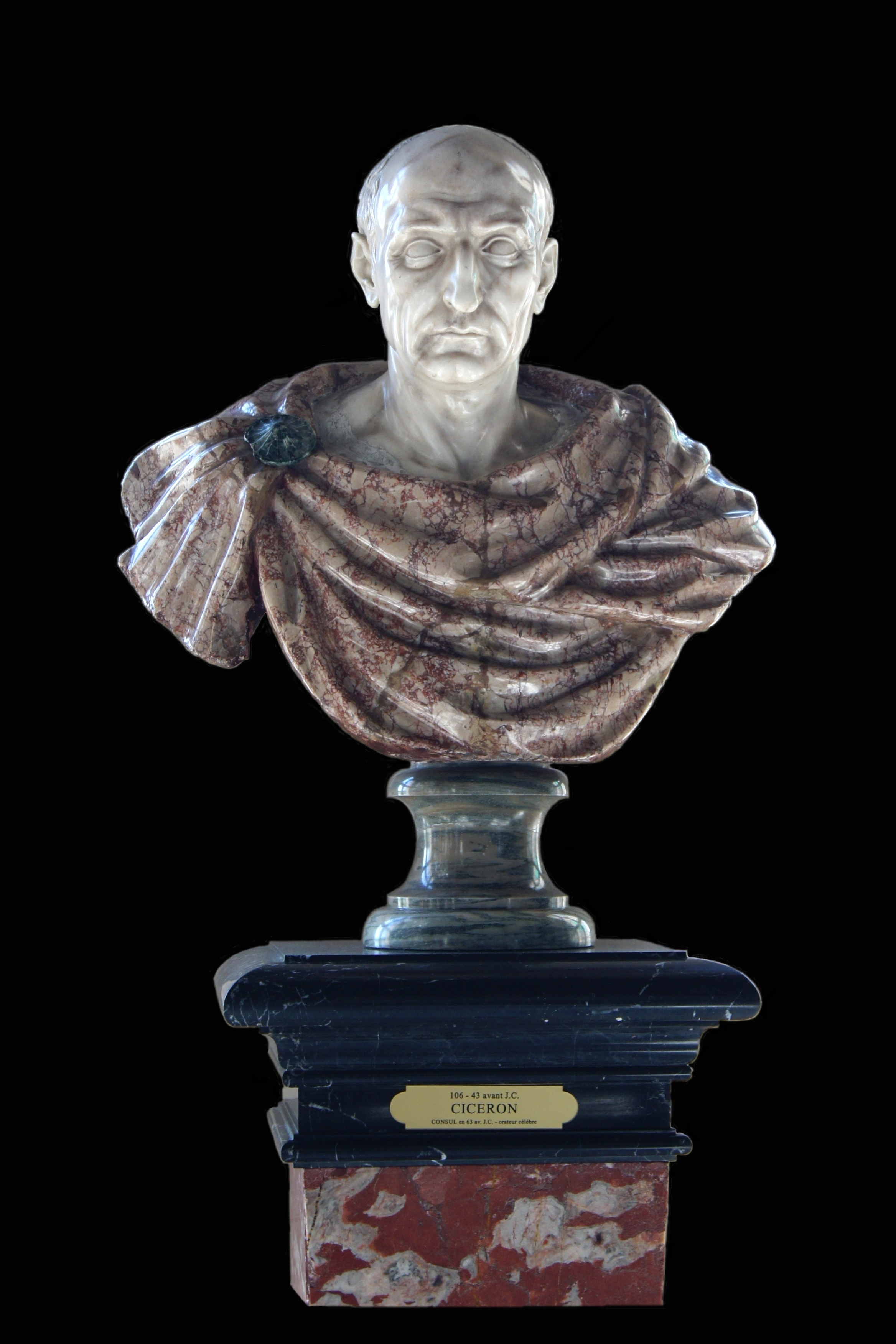
Büste Ciceros, aus Florenz (17. Jahrhundert), heute in Schloss Vaux-le-Vicomte, Frankreich

Im deutschsprachigen Raum war der Einfluss Ciceros in den evangelischen Gebieten relativ schwach, obwohl er auch hier Schulautor war und Luther seine philosophischen Schriften zur Lektüre empfohlen hatte. Man las Cicero weniger um seiner selbst willen als vielmehr um seine Redekunst für eigene Zwecke nutzbar zu machen. Dies änderte sich auch im 18. Jahrhundert kaum, zumal damals die Wertschätzung in erster Linie der griechischen Antike galt.
Unter den Aufklärern trat vor allem Voltaire als Verehrer Ciceros hervor. Er schätzte ihn als Gegner des Despotismus und hielt seine philosophischen Leistungen für denen der griechischen Philosophen gleichwertig. Voltaire schrieb ein Theaterstück Catilina oder Das gerettete Rom. Er machte darin Cicero zum Helden und spielte selbst im Jahr 1751 bei Aufführungen auf Privatbühnen dessen Rolle.
In Nordamerika war in den britischen Kolonien, als sich im 18. Jahrhundert die Loslösung von Großbritannien und die Gründung der USA anbahnte, die Berufung auf die republikanische Tradition der Antike in den führenden Kreisen der Unabhängigkeitsbewegung sehr populär. In unzähligen Reden und Schriften nahm man auf die römischen „Patrioten“ Cicero und Brutus als Kämpfer gegen die Tyrannei Bezug. John Adams, der zu den Gründervätern des neuen Staates gehörte und zweiter Präsident der USA wurde, war der Meinung, dass im gesamten Verlauf der Weltgeschichte niemand Cicero hinsichtlich der Vereinigung der Fähigkeiten eines Staatsmanns und eines Philosophen übertroffen habe. Er sah in ihm das klassische Vorbild bürgerlicher Tugend. Auch andere Gründerväter wie Thomas Jefferson und John Dickinson und Publizisten wie Josiah Quincy II und James Otis Jr. verehrten Cicero und stützten sich in ihrer Polemik gegen die Monarchie und beim Eintreten für das Naturrecht auf seine Gedanken. Jefferson las ihn im Original und zitierte ihn gern. Er betonte seine außerordentliche Wertschätzung für die philosophische Haltung, patriotische Gesinnung und Beredsamkeit des römischen Staatsmannes, tadelte ihn aber wegen Weitschweifigkeit.

### Moderne

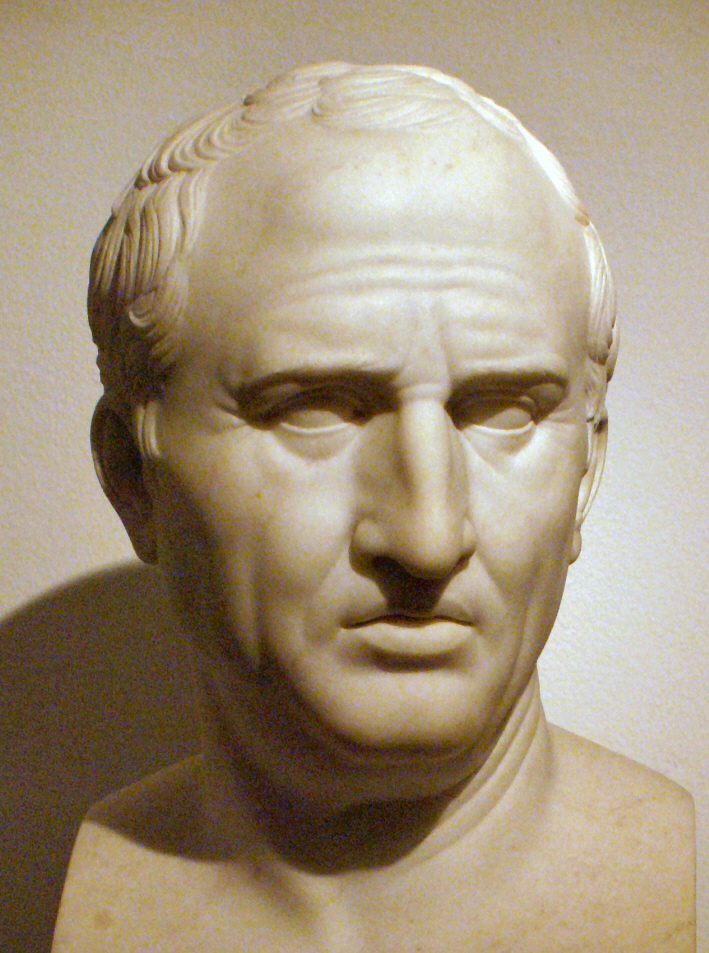
Cicero. Porträtbüste von Bertel Thorvaldsen nach der Büste Inv. 589 in den Kapitolinischen Museen, Thorvaldsen-Museum, Kopenhagen

Die Französische Revolution, deren Wortführer sich gern auf altrömische republikanische Tugenden beriefen, führte zu einer Steigerung der traditionellen Cicero-Bewunderung und gab ihr zugleich eine neue Ausrichtung. Nun galt der große Redner zusammen mit dem jüngeren Cato und Brutus, den bekanntesten Gegnern Caesars, als Vorkämpfer der Freiheit und der republikanischen Verfassung gegen die Despotie. In diesem Sinne wurde auch sein Auftreten gegen Catilina gewürdigt. Auch in formaler Hinsicht blieb er das große Vorbild; die führenden Revolutionäre, die als Redner glänzen wollten, pflegten ihre Ansprachen nach seinem Muster zu formen. Sie schätzten seine Fähigkeit, mit den Mitteln der Rhetorik einen gestaltenden Einfluss auf die Politik zu gewinnen. In ihren Reden wimmelte es von Vergleichen zwischen den aktuellen Verhältnissen und denjenigen der Epoche Ciceros sowie von einschlägigen Anspielungen, wobei die Kenntnis der Klassikertexte vorausgesetzt wurde. Der Girondist Pierre Vergniaud wurde „Cicero“ genannt.

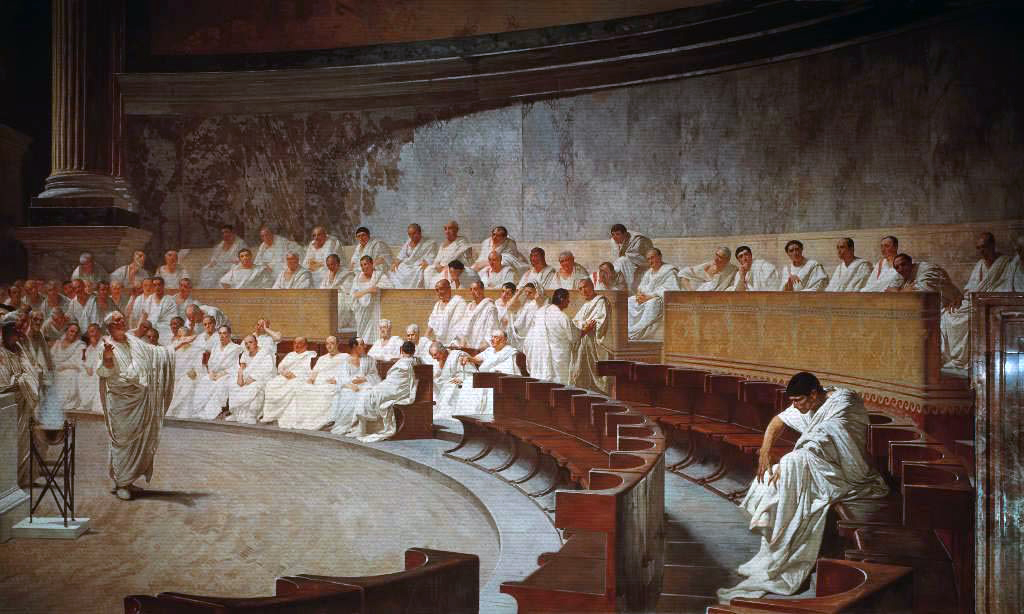
Cesare Maccari: Cicero klagt Catilina an. Historisierendes Fresko in der Villa Madama in Rom, 1888

Der englische Philosoph und Ökonom John Stuart Mill sah Ciceros Art, sich auf Prozesse vorzubereiten, als vorbildlich an. Er schrieb in „On Liberty“, jeder müsse genau wie Cicero die Meinung des anderen studieren, sonst könne man sich keine eigene Meinung bilden. Außerdem bezeichnet er ihn als zweitbesten Redner des Altertums.
Ganz anders entwickelte sich das Cicerobild im 19. Jahrhundert in Deutschland. Dort herrschte weithin in der Altertumswissenschaft ebenso wie in der Geschichtsphilosophie die Auffassung, der Sieg Caesars und des monarchischen Prinzips sei eine unausweichliche historische Notwendigkeit gewesen und der Widerstand der Republikaner dagegen sinnlos; Caesar habe das Zeitgemäße und daher Richtige getan, Cicero habe dies nicht erkennen können und daher scheitern müssen. Ein besonders prominenter Vertreter dieser Ansicht war Hegel. Der Historiker Wilhelm Drumann veröffentlichte 1834–1844 eine sechsbändige Geschichte des Übergangs von der republikanischen zur monarchischen Verfassung in Rom, ein Standardwerk, dessen sechster Band ausschließlich Cicero gewidmet ist. In dieser sehr gründlichen, aber einseitigen Untersuchung prangerte er Ciceros Schwanken zwischen verschiedenen Parteirichtungen an und schilderte ihn als haltlosen Opportunisten. Drumanns Sichtweise schloss sich später Theodor Mommsen an, der noch schärfer formulierte und eine vernichtende Kritik sowohl an der schriftstellerischen und philosophischen Leistung Ciceros als auch an seiner Politik übte. Er hielt ihn für „eine Journalistennatur im schlechtesten Sinne des Wortes“, für einen Kompilator, der mangels eigener Ideen nur fremde oberflächlich wiedergab, der an Worten reich und an Gedanken arm war. Im 1856 erschienenen dritten Band seiner Römischen Geschichte schrieb er:

„Marcus Cicero […], gewohnt bald mit den Demokraten, bald mit Pompeius, bald aus etwas weiterer Ferne mit der Aristokratie zu liebäugeln und jedem einflussreichen Beklagten ohne Unterschied der Person oder Partei – auch Catilina zählte er unter seinen Clienten – Advokatendienste zu leisten, eigentlich von keiner Partei oder, was ziemlich dasselbe ist, von der Partei der materiellen Interessen, […] Als Staatsmann ohne Einsicht, Ansicht und Absicht, hat er nach einander als Demokrat, als Aristokrat und als Werkzeug der Monarchen figurirt und ist nie mehr gewesen als ein kurzsichtiger Egoist.“

Mommsens Verdammungsurteil erregte großes Aufsehen und erzielte eine starke Nachwirkung. Im frühen 20. Jahrhundert verbreitete sich seine Sichtweise auch durch die einflussreiche populärwissenschaftliche Darstellung von Theodor Birt. Auch außerhalb Deutschlands fand sie Anklang, doch distanzierten sich Zeitgenossen Mommsens wie Gaston Boissier und die meisten späteren Historiker davon; sie stuften Mommsens Wertung als einseitig und allenfalls teilweise berechtigt ein. Der expressionistische Schriftsteller Klabund attestierte ihm eine „schrankenlose Eitelkeit, der er alles, selbst die Wahrheit, opferte“ und fand seine Reden „zum Einschlafen langweilig“. Manche Gelehrte, darunter Tadeusz Stefan Zieliński und Emanuele Ciaceri, strebten eine generelle „Rehabilitierung“ Ciceros an. Die Verteidiger Ciceros unterstellten seinen modernen Verurteilern, sie hätten politische Gegensätze ihrer eigenen Epoche auf das antike Rom übertragen und seien so zu einer parteiischen Perspektive gelangt.
In den USA wirkte die Bewunderung der Gründerväter-Generation für Cicero im 19. und 20. Jahrhundert nach. Nach ihm wurden die 1857 gegründete Stadt Cicero in Illinois sowie verschiedene Ortschaften benannt. Präsident Harry S. Truman (1945–1953) hielt ihn und Demosthenes für die beiden überzeugendsten Redner der Weltgeschichte; er las die Reden Ciceros im lateinischen Original und übersetzte sie ins Englische.
In Europa führte der Zweite Weltkrieg wieder zu einem größeren Interesse an Cicero und dessen humanistischem Menschenbild. So beschrieb ihn Friedrich August von Hayek in seinem 1944 erschienenen Buch „The Road to Serfdom“ als bedeutenden Vertreter der individualistischen Philosophie und Stefan Zweig verherrlichte ihn 1940 in einem Essay als ersten Anwalt der Humanität und letzten Anwalt der römischen Freiheit. Werke Ciceros gehören noch heute zum Kern des gymnasialen Lateinunterrichts.
In historischen Romanen kommt Cicero häufig vor, manchmal als Hauptfigur. Taylor Caldwell schildert sein Leben in dem Roman Eine Säule aus Erz (A Pillar of Iron, 1965). In historischen Kriminalromanen von Steven Saylor spielt er eine wichtige Rolle. Robert Harris stellt in einer Roman-Trilogie Ciceros Leben aus der Perspektive von dessen Vertrautem Tiro dar.
1925 wurde die Pflanzengattung Ciceronia Urb. aus der Familie der Korbblütler (Asteraceae) nach Cicero benannt, 1999 der Asteroid (9446) Cicero.

## Ausgaben und Übersetzungen

Cicero auf einer Sammelmarke des Langenscheidt-Verlags

### Gesamtausgaben
- M. Tulli Ciceronis opera quae supersunt omnia. Lat. kritische Gesamtausgabe in Einzelbänden versch. Hrsg. in versch. Auflagen. B. G. Teubner, Leipzig bzw. Stuttgart (Bibliotheca Teubneriana).
- Works. Lat.-engl. Gesamtausgabe in Einzelbänden, versch. Hrsg. in versch. Auflagen. Loeb, London/Cambridge, Mass. (Loeb Classical Library).

### Reden
- M. Tulli Ciceronis Orationes, lat. Kritisch hrsg. von A. C. Clark und W. Peterson. 6 Bde., Oxford 1905–1918 u.ö. (Bibliotheca Oxoniensis).
- Sämtliche Reden. Eingeleitet, übers. und erl. von Manfred Fuhrmann. Artemis, Zürich 1971 ff.
- Die politischen Reden, lat.-dt. Hrsg., übers. und erl. von Manfred Fuhrmann. 3 Bde. Artemis und Winkler, München 1993.
- Die Reden gegen Verres, lat.-dt. Hrsg., übers. und erl. von Manfred Fuhrmann. Artemis und Winkler, München 1995.
- Die Prozessreden, lat.-dt. Hrsg., übers. und erl. von Manfred Fuhrmann. 2 Bde. Artemis und Winkler, München 1997.
- Cicero, Agrarian Speeches. Introduction, Text, Translation, and Commentary by Gesine Manuwald. Oxford University Press, Oxford 2018.

### Philosophische Schriften
- Der Staat (De re publica), lat.-dt. Hrsg. und übers. von Karl Büchner. 4. Aufl. Artemis und Winkler, München/Zürich 1987.
- Hortensius, Lucullus, Academici libri, lat.-dt. Hrsg. und übers. von Laila Straume-Zimmermann, F. Broemser und Olof Gigon. München/Zürich: Artemis und Winkler 1990.
- Über die Ziele menschlichen Handelns (De finibus), lat.-dt. Hrsg. und übers. von Olof Gigon. Artemis und Winkler, München/Zürich 1988.
- Gespräche in Tusculum. Tusculanae disputationes. Hrsg. von Olof Gigon. 7. Aufl., Artemis und Winkler, München/Zürich 1998.
- Tusculanae disputationes. Hrsg.: Max Pohlenz, Bibliotheca Teubneriana, 1918.
- Vom Wesen der Götter (De natura deorum), lat.-dt. Hrsg. und übers. von W. Gerlach und Karl Bayer. 3. Aufl., Artemis und Winkler, München/Zürich 1990.
- Über das Schicksal (De fato), lat.-dt. Hrsg. und übers. von Karl Bayer. 4. Aufl., Artemis und Winkler, Düsseldorf/Zürich 2000.
- Cato Maior. Laelius, lat.-dt. Hrsg. und übers. von M. Faltner. Artemis und Winkler, München/Zürich 1988.
- Vom rechten Handeln (De officiis), lat.-dt. Hrsg. und übers. von Karl Büchner. 3. Aufl., Artemis und Winkler, München/Zürich 1987.
- De Officiis, lat. Hrsg. von M. Winterbottom, Oxford Classical Texts, Oxford 1994
- De finibus bonorum et malorum. lat. Hrsg. von L. D. Reynolds, Oxford Classical Texts, Oxford 1998

### Rhetorische Schriften
- De oratore – Über den Redner, lat.-dt. Hrsg. und übers. von H. Merklin. Reclam, Stuttgart 1978 u.ö.
- Brutus, lat.-dt. Hrsg. und übers. von Bernhard Kytzler. 4. Aufl., Artemis und Winkler, München/Zürich 1990.
- Orator, lat.-dt. Hrsg. und übers. von Bernhard Kytzler. 3. Aufl., Artemis und Winkler, München/Zürich 1988.
- Rhetorica lat. Hrsg. von A.S. Wilkins, 2. Bde., Oxford Classical Texts, Oxford 1963

### Briefe
- Epistulae ad familiares, lat. Hrsg. und kommentiert von D. R. Shackleton Bailey. 2 Bde., Cambridge University Press, Cambridge 1977.
- Epistulae ad familiares. Libri I-XVI, lat. Hrsg. von D. R. Shackleton Bailey. Teubner, Stuttgart 1988.
- An seine Freunde (Ad familiares), lat.-dt. Hrsg. und übers. von Helmut Kasten. 4. Aufl., Artemis und Winkler, München/Zürich 1989.
- Letters to Atticus (Ad Atticum), lat.-engl. Hrsg., übers. und kommentiert von D. R. Shackleton Bailey. 7 Bde., Cambridge 1965–1970.
- Atticus-Briefe (Ad Atticum), lat.-dt. Hrsg. und übers. von Helmut Kasten. 4. Aufl., Artemis und Winkler, München/Zürich 1990.
- Epistulae ad Quintum fratrem et M. Brutum, lat. Hrsg. und kommentiert von D. R. Shackleton Bailey. Cambridge University Press, Cambridge 1980.
- An Bruder Quintus, An Brutus (Ad Quintum fratrem, Ad Brutum), lat.-dt. Hrsg. und übers. von Helmut Kasten. Artemis und Winkler, München/Zürich 1965.

### Anthologien
- Marion Giebel (Hrsg.): Cicero zum Vergnügen. Reclam, Stuttgart 1997.
- Karl-Wilhelm Weeber (Hrsg.): Cicero für Juristen. Insel, Frankfurt am Main 1999, ISBN 3-458-34242-7

### Einführungen und Biographien
- Klaus Bringmann: Cicero. WBG/Primus, Darmstadt 2010, ISBN 978-3-89678-677-7; 2., durchgesehene und um ein Vorwort ergänzte Auflage, Darmstadt 2014.
- Andrew R. Dyck: Cicero. Cambridge University Press 2025, ISBN 978-1-107-08564-0.
- Anthony Everitt: Cicero – Ein turbulentes Leben. Übers. v. Kurt Neff. DuMont, Köln 2003, ISBN 3-8321-7804-X
- Manfred Fuhrmann: Cicero und die römische Republik. Eine Biographie. Artemis und Winkler, München/Zürich 1989; 4. Aufl. 1997, ISBN 3-7608-1919-2.
- Matthias Gelzer: Cicero. Ein biographischer Versuch. Wiesbaden 1969.
- Marion Giebel: Marcus Tullius Cicero. Rowohlt Taschenbuch, Reinbek 2013, ISBN 978-3-499-50727-4.
- Pierre Grimal: Cicero: Philosoph, Politiker, Rhetor. List, München 1988.
- Christian Habicht: Cicero der Politiker. C.H. Beck, München 1990.
- Emanuele Narducci: Cicero. Eine Einführung. Aus dem Italienischen übersetzt von Achim Wurm, Reclam, Stuttgart 2012, ISBN 3-15-018818-0.
- Francisco Pina Polo: Rom, das bin ich. Marcus Tullius Cicero. Ein Leben. Klett-Cotta Verlag, Stuttgart 2010, ISBN 978-3-608-94645-1.
- Wolfgang Schuller: Cicero oder Der letzte Kampf um die Republik. Eine Biographie, C. H. Beck, München 2013, ISBN 978-3-406-65178-6.
- Otto Seel: Cicero. Wort – Staat – Welt. 2. Auflage, Ernst Klett, Stuttgart 1961.
- Wilfried Stroh: Cicero. Redner, Staatsmann, Philosoph. C.H. Beck, München 2008, ISBN 978-3-406-56240-2.
- Sergej L. Uttschenko: Cicero. Übersetzung aus dem Russischen von Rosemarie Pattloch. VEB Deutscher Verlag der Wissenschaften, Berlin 1978, DNB 790155087

### Philosophie
- Jed W. Atkins / Thomas Bénatouïl (Hrsg.): The Cambridge Companion to Cicero's Philosophy. Cambridge University Press, Cambridge 2022, ISBN 978-1-108-40403-7.
- Günter Gawlick, Woldemar Görler: Cicero. In: Hellmut Flashar (Hrsg.): Grundriss der Geschichte der Philosophie. Die Philosophie der Antike. Bd. 4: Die hellenistische Philosophie. 2. Halbband, Schwabe, Basel 1994, ISBN 3-7965-0930-4, S. 991–1168.
- Woldemar Görler: Untersuchungen zu Ciceros Philosophie. Winter, Heidelberg 1974.
- Andree Hahmann, Michael Vazquez (Hrsg.): Cicero as philosopher: new perspectives on his philosophy and its legacy. De Gruyter, Berlin 2024, ISBN 9783111591179.
- Jürgen Leonhardt: Ciceros Kritik der Philosophenschulen. München 1999 (= Zetemata 103; zugleich Habilitationsschrift, Ludwig-Maximilians-Universität München), ISBN 3-406-44729-5.
- Stefano Maso: Cicero's philosophy (Trends in classics, 3). De Gruyter, Berlin, Boston 2022, ISBN 978-3-11-065839-2.
- Malcolm Schofield: Cicero: Political Philosophy. Oxford University Press, Oxford 2021, ISBN 9780199684922.
- Wilhelm Süß: Cicero. Eine Einführung in seine philosophischen Schriften (= Abhandlungen der geistes- und sozialwissenschaftlichen Klasse der Akademie der Wissenschaften und der Literatur in Mainz. Jahrgang 1965, Nr. 5).
- Meinolf Vielberg: Ciceros römische Philosophie. Werk und Wirkung eines akademischen Philosophen in Rom. (= Beiträge zur Altertumskunde, Band 411). De Gruyter, Berlin und Boston 2024.
- Alfons Weische: Cicero und die Neue Akademie. Untersuchungen zur Entstehung und Geschichte des antiken Skeptizismus. Münster 1961. 2., unveränderte Auflage 1975 (Dissertation; Orbis antiquus 18)

### Reden
- Michael Alexander: The Case for the Prosecution in the Ciceronian Era. Ann Arbor 2002.
- Stefan Bittner: Ciceros Rhetorik – Eine Bildungstheorie. Von der Redetechnik zur humanitären Eloquenz. Frechen 1999.
- Alfons Bürge: Die Juristenkomik in Ciceros Rede Pro Murena: Übersetzung und Kommentar. Zürich 1974.
- Shane Butler: The Hand of Cicero. London/New York 2002.
- Carl Joachim Classen: Recht – Rhetorik – Politik. Untersuchungen zu Ciceros rhetorischer Strategie. Wissenschaftliche Buchgesellschaft, Darmstadt 1985, ISBN 3-534-02023-5.
- Christopher P. Craig: The role of rational argumentation in selected judicial speeches of Cicero. Michigan 1982.
- Richard Clare MacClintock: Cicero’s narrative technique in the judicial speeches. Ann Arbor 1975.
- Johannes Platschek: Studien zu Ciceros Rede für P. Quinctius. München 2005.
- Jonathan Powell, Jeremy Paterson (Hrsg.): Cicero the advocate. Oxford 2004.
- Wilfried Stroh: Taxis und Taktik. Die advokatische Dispositionskunst in Ciceros Gerichtsreden. Stuttgart 1975.

### Wirkung
- Carl Becker: Cicero. B: Nachleben. In: Reallexikon für Antike und Christentum. Band 3, Stuttgart 1957, Sp. 90–127.
- Carl Joachim Classen: Cicerostudien in der Romania im 15. und 16. Jahrhundert. In: Gerhard Radke (Hrsg.): Cicero, ein Mensch seiner Zeit. Berlin 1968, S. 198–245.
- Reinhold F. Glei u. a.: Cicero (Marcus Tullius Cicero). In: Christine Walde (Hrsg.): Die Rezeption der antiken Literatur. Kulturhistorisches Werklexikon (= Der Neue Pauly. Supplemente. Band 7). Metzler, Stuttgart/Weimar 2010, ISBN 978-3-476-02034-5, Sp. 211–252.
- Helene Homeyer: Ciceros Tod im Urteil der Nachwelt. In: Das Altertum. Band 17, 1971, S. 165–174.
- Peter Kesting: Cicero, Marcus Tullius. In: Die deutsche Literatur des Mittelalters. Verfasserlexikon. 2. Auflage. Band 1, de Gruyter, Berlin 1978, ISBN 3-11-007264-5, Sp. 1274–1282 (Cicero im Mittelalter).
- Gernot Michael Müller: Cicero. In: Peter von Möllendorff, Annette Simonis, Linda Simonis (Hrsg.): Historische Gestalten der Antike. Rezeption in Literatur, Kunst und Musik (= Der Neue Pauly. Supplemente. Band 8). Metzler, Stuttgart/Weimar 2013, ISBN 978-3-476-02468-8, Sp. 277–296.
- Will Richter: Das Cicerobild der römischen Kaiserzeit. In: Gerhard Radke (Hrsg.): Cicero, ein Mensch seiner Zeit. Berlin 1968, S. 161–197.
- Walter Rüegg u. a.: Cicero in Mittelalter und Humanismus. In: Lexikon des Mittelalters (LexMA). Band 2. Artemis & Winkler, München/Zürich 1983, ISBN 3-7608-8902-6, Sp. 2063–2077.
- Francesco Tateo u. a.: Ciceronianismus. In: Historisches Wörterbuch der Rhetorik. Band 2, Darmstadt 1994, Sp. 225–247.
- Bruno Weil: 2000 Jahre Cicero. Zürich 1962 (materialreiche, aber stark subjektiv geprägte Darstellung).